# Lijst van personen overleden in 1975
Dit is een lijst van personen die zijn overleden in 1975.

## Januari

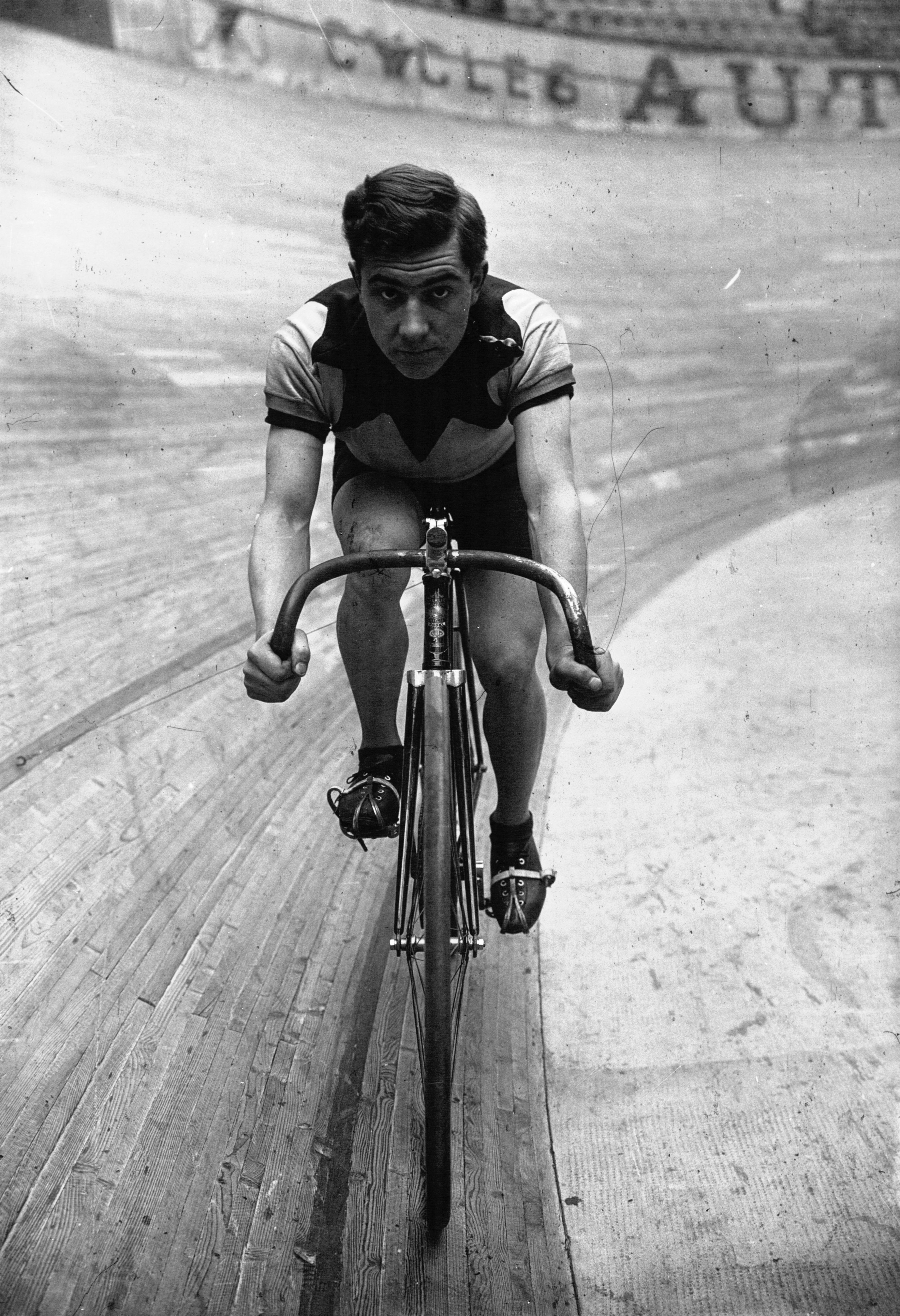
Alfred Letourneur
4 januari

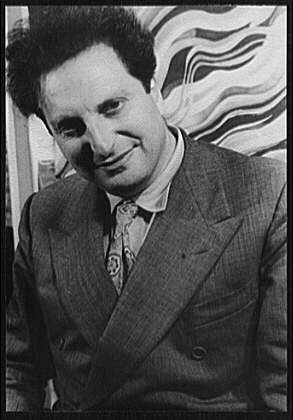
Carlo Levi
4 januari

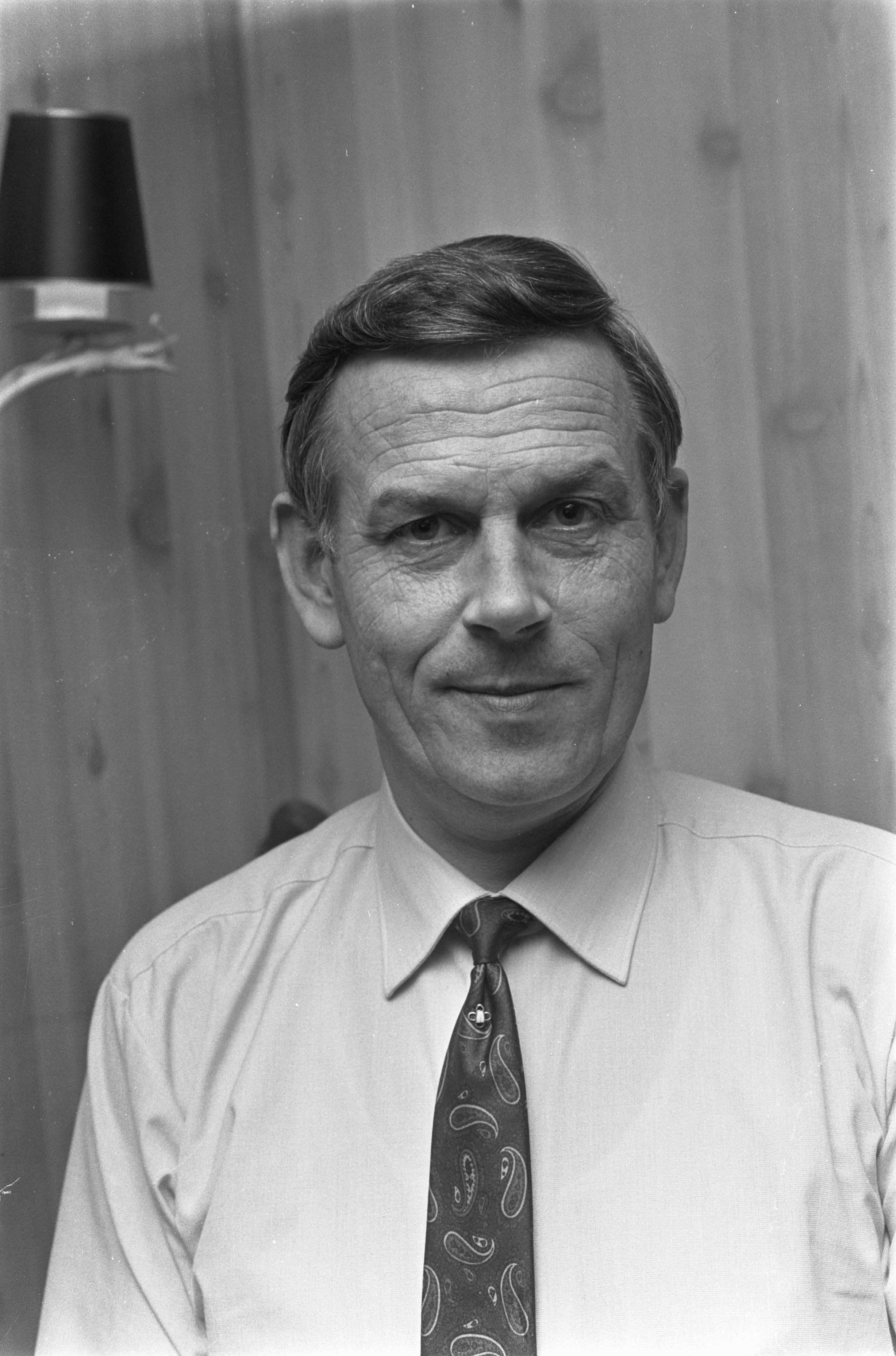
Marten Treffer
9 januari

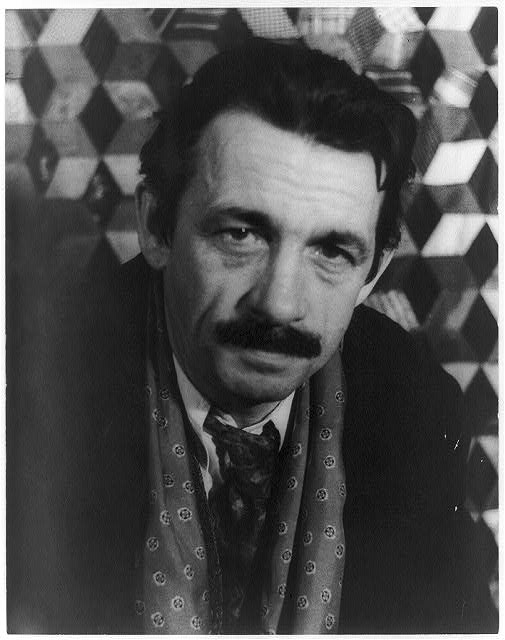
Thomas Hart Benton
19 januari

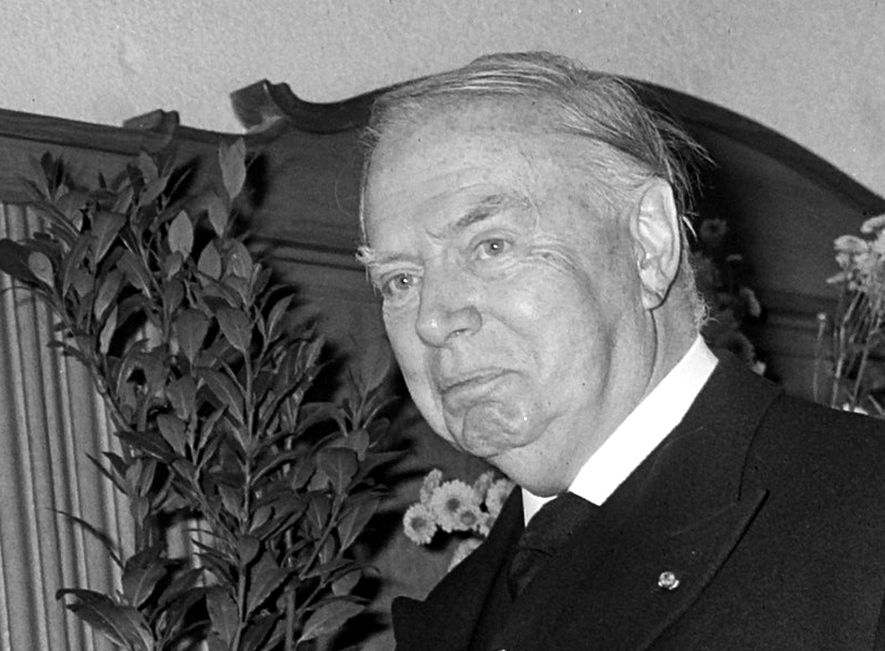
Karel Paul van der Mandele
23 januari

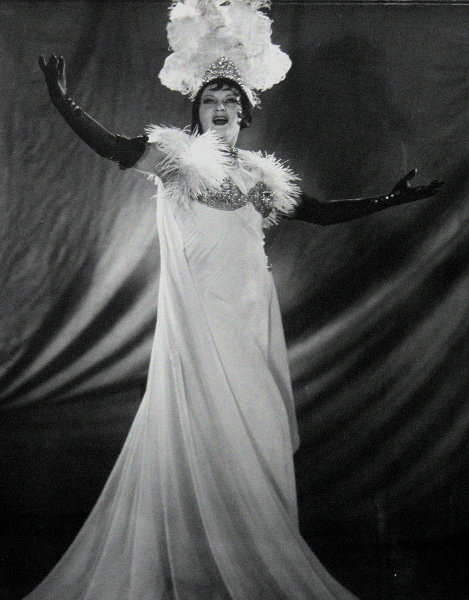
Ljoebov Orlova
26 januari

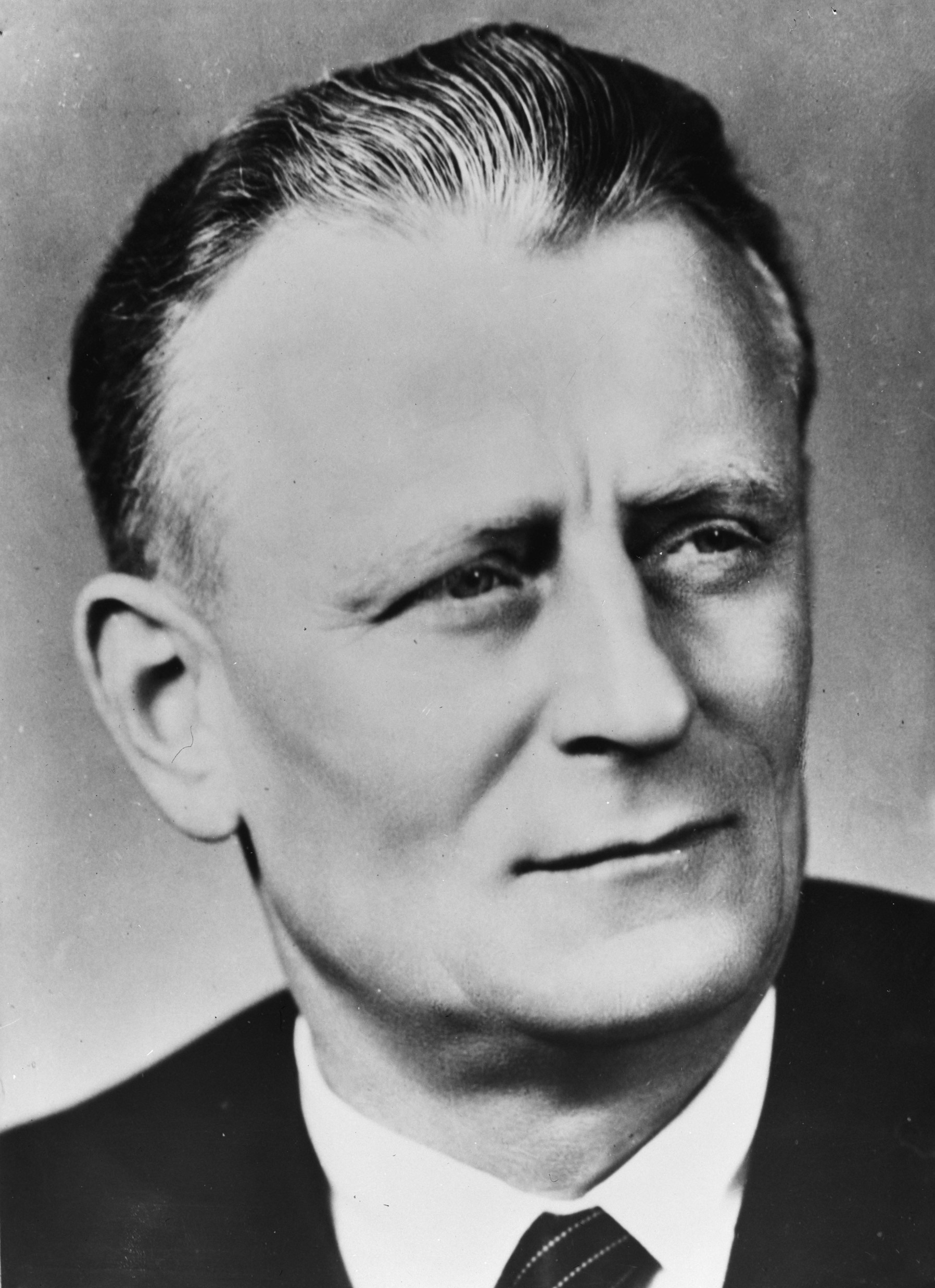
Antonín Novotný
28 januari

| 1 | 2 | 3 | 4 | 5 | 6 | 7 | 8 | 9 | 10 | 11 | 12 | 13 | 14 | 15 | 16 | 17 | 18 | 19 | 20 | 21 | 22 | 23 | 24 | 25 | 26 | 27 | 28 | 29 | 30 | 31 |
| - | - | - | - | - | - | - | - | - | -- | -- | -- | -- | -- | -- | -- | -- | -- | -- | -- | -- | -- | -- | -- | -- | -- | -- | -- | -- | -- | -- |

### 1 januari
- Kho Liang Ie (47), Nederlands industrieel vormgever
- Kyusaku Ogino (92), Japans medicus
- Duke Reid (59), Jamaicaans muziekproducer, dj en platenbaas

### 3 januari
- Richard De Bodt (66), Belgisch oorlogsmisdadiger
- Robert Neumann (77), Oostenrijks schrijver
- René Thomas (47), Belgisch jazzgitarist

### 4 januari
- Alfred Letourneur (67), Frans wielrenner
- Carlo Levi (72), Italiaans schrijver en kunstschilder

### 5 januari
- Viktor Anitsjkin (33), Sovjet-voetballer
- Fred Schoonenberg (64), Nederlands journalist en politicus

### 8 januari
- Louis de Bourbon (66), Nederlands dichter en schrijver
- John Gregson (55), Brits acteur

### 9 januari
- Pierre Fresnay (77), Frans acteur
- Marten Treffer (51), Nederlands schrijver

### 11 januari
- Boulos Boutros Meouchi (80), Libanees kardinaal

### 12 januari
- Tjomme de Vries (67), Nederlands schrijver

### 14 januari
- Miguel Cuaderno sr. (84), Filipijns minister en bankier
- Georgi Trajkov (76), Bulgaars politicus

### 15 januari
- Herman François van Leeuwen (84), Nederlands politicus
- Kenneth Anthony Wright (75), Brits componist en dirigent

### 17 januari
- Gustavo Rojas Pinilla (74), president van Colombia

### 19 januari
- Thomas Hart Benton (85), Amerikaans kunstschilder

### 20 januari
- Edna Mayne Hull (69), Canadees schrijfster

### 22 januari
- Paul Montel (98), Frans wiskundige
- Gijsbert Nieuwland (62), Nederlands dirigent en pianist
- Klaas Voskuil (79), Nederlands journalist en radiocommentator

### 23 januari
- Karel Paul van der Mandele (94), Nederlands bankier
- Karel van Pruisen (58), Duitse prins

### 24 januari
- Cor Gubbels (76), Nederlands snelwandelaar
- Erich Kempka (64), Duits SS'er

### 25 januari
- Yvonne Georgi (71), Duits danseres
- Benny Vreden (61), Nederlands componist en zanger

### 26 januari
- Henning Olsen (84), Noors schaatser
- Ljoebov Orlova (72), Russisch actrice
- Cornelius Herminus Rijke (86), Nederlands componist en dirigent
- Vladimir Visjnevetski (82), Russisch componist

### 28 januari
- Georges Beauduin (62), Belgisch politicus
- Antonín Novotný (70), president van Tsjecho-Slowakije
- Gustaaf Pollet (75), Belgisch burgemeester

### 29 januari
- Johan Greter (74), Nederlands ruiter

### 30 januari
- Boris Blacher (72), Duits componist
- Céline Dangotte (91), Belgisch feministe, pedagoge, onderneemster en schrijfster
- Charles McIlvaine (71), Amerikaans roeier

### 31 januari
- Roelof Dijksma (79), Nederlands molenontwerper

## Februari

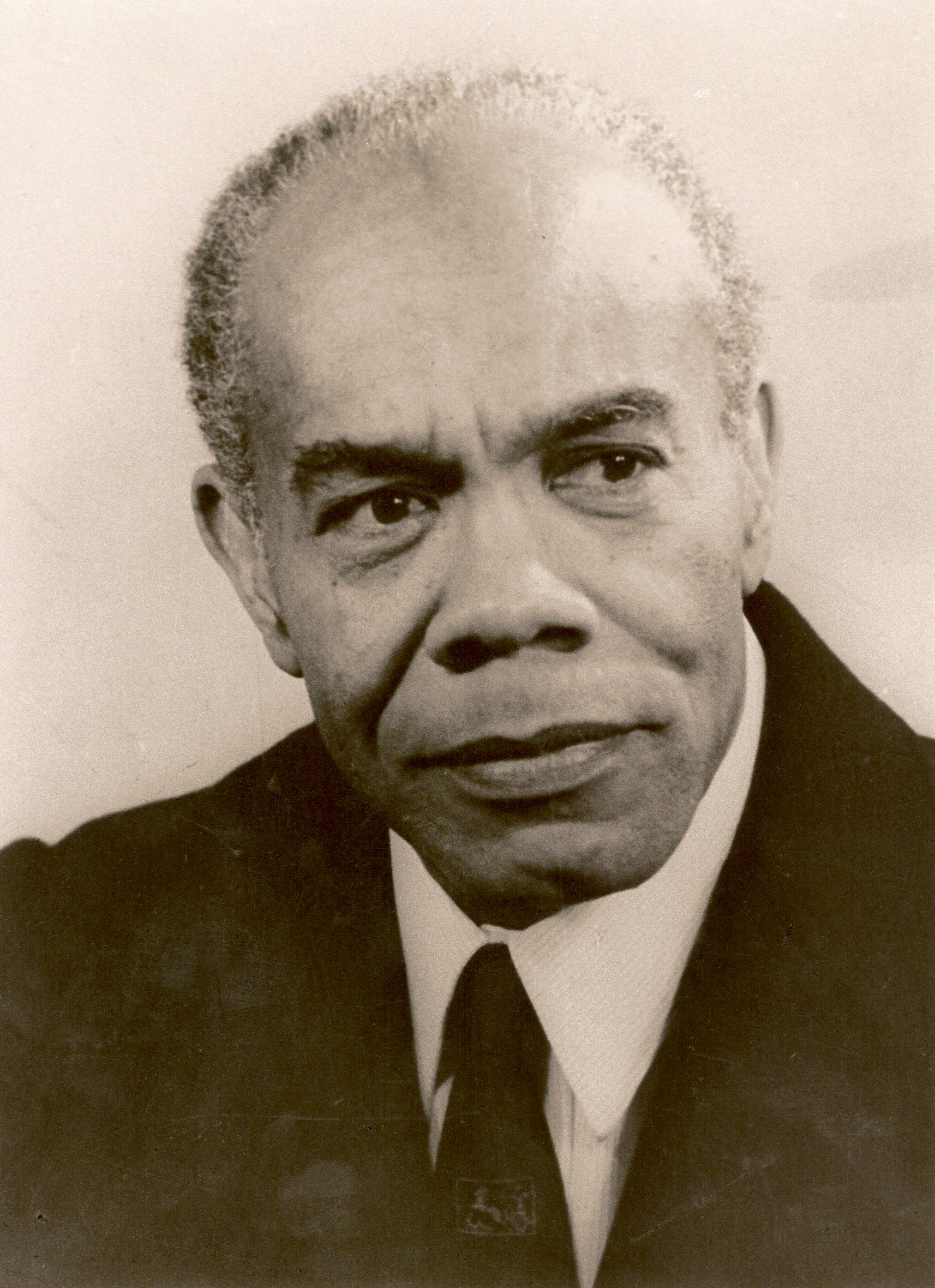
Trefossa
3 februari

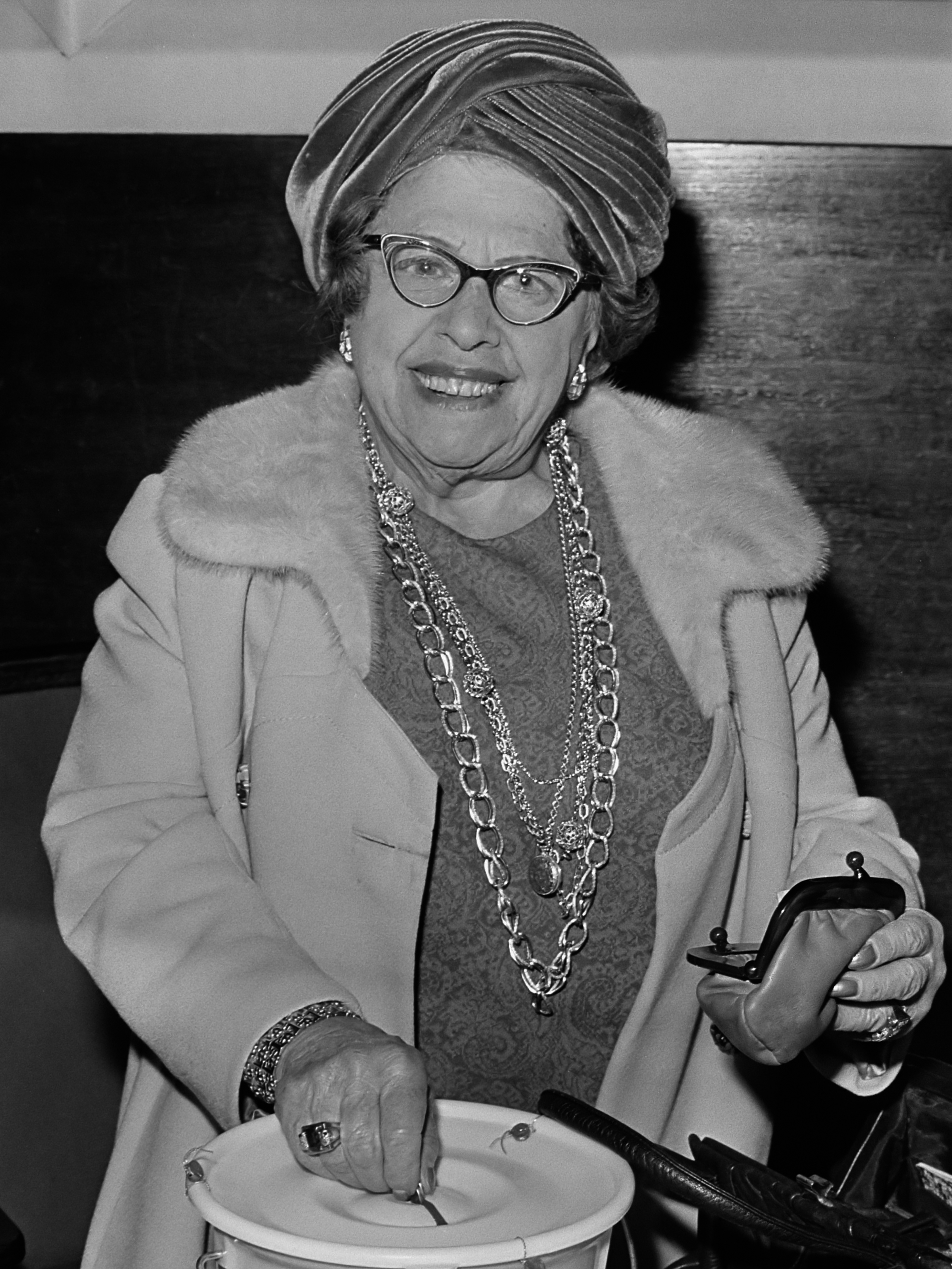
Heintje Davids
14 februari

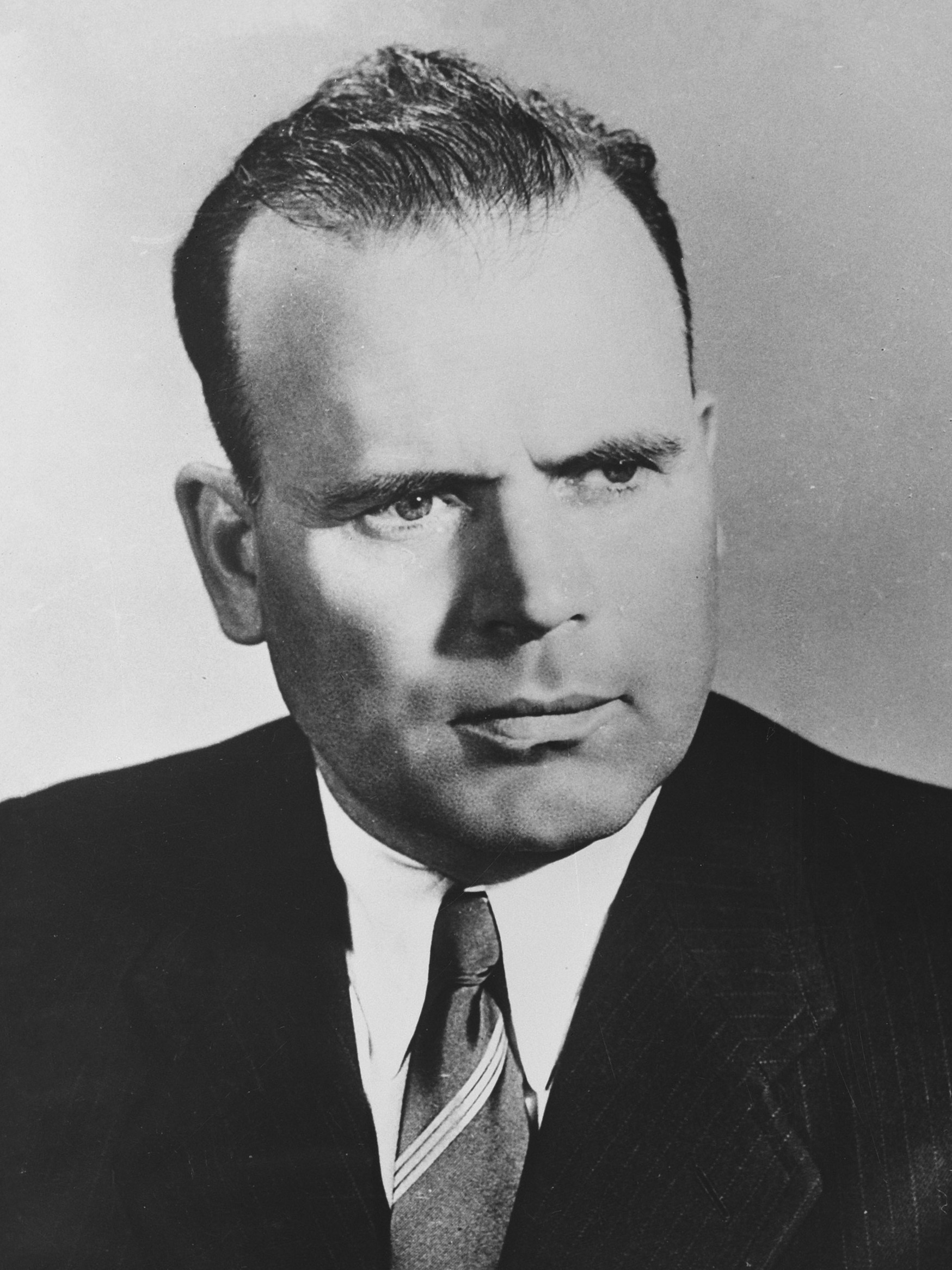
Chivu Stoica
16 februari

| 1 | 2 | 3 | 4 | 5 | 6 | 7 | 8 | 9 | 10 | 11 | 12 | 13 | 14 | 15 | 16 | 17 | 18 | 19 | 20 | 21 | 22 | 23 | 24 | 25 | 26 | 27 | 28 |
| - | - | - | - | - | - | - | - | - | -- | -- | -- | -- | -- | -- | -- | -- | -- | -- | -- | -- | -- | -- | -- | -- | -- | -- | -- |

### 2 februari
- Maurice Blitz (83), Belgisch waterpolospeler

### 3 februari
- William David Coolidge (101), Amerikaans natuurkundige
- Umm Kulthum (70), Egyptisch zangeres
- Ernest Sterckx (52), Belgisch wielrenner
- Trefossa (59), Surinaams dichter en surinamist

### 5 februari
- Nilo (71), Braziliaans voetballer
- Rintsje Piter Sybesma (81), Nederlands dichter en schrijver

### 6 februari
- Keith Park (82), Nieuw-Zeelands piloot

### 7 februari
- Kees Frenay (77), Nederlands nationaalsocialist

### 8 februari
- Robert Robinson (88), Brits chemicus
- Sebastiaan Tromp (86), Nederlands geestelijke

### 9 februari
- Edward Jennings (76), Amerikaans stuurman bij het roeien
- Cornelis Pieter de Wit (92), Nederlands kunstschilder

### 10 februari
- David Alexander (27), Amerikaans basgitarist

### 11 februari
- Richard Ratsimandrava (43), president van Madagaskar

### 12 februari
- Lies Koning (57), Nederlands atlete

### 14 februari
- Heintje Davids (87), Nederlands zangeres
- Julian Huxley (87), Brits bioloog, schrijver en humanist

### 16 februari
- Theodore Newman (41), Amerikaans componist
- Chivu Stoica (66), president van Roemenië

### 17 februari
- George Marshall (83), Amerikaans filmregisseur
- Daniel Marinus van Zwieten (74), Nederlands burgemeester

### 18 februari
- Carl Denig (83), Nederlands ondernemer
- Gerard van het Reve sr. (82), Nederlands journalist en schrijver

### 19 februari
- Paul Brien (80), Belgisch politicus
- Charles de Bock (60), Nederlands voetballer en hockeycoach
- Luigi Dallapiccola (71), Italiaans componist en pianist

### 20 februari
- Robert Strauss (61), Amerikaans acteur

### 23 februari
- Hans Bellmer (72), Frans kunstenaar

### 24 februari
- Minas Avetisian (46), Armeens kunstenaar
- Nikolaj Boelganin (79), Sovjet-Russisch politicus

### 25 februari
- Jan Horstman (72), Nederlands politicus
- Elijah Muhammad (77), Amerikaans islamitisch activist
- Gustaaf Van Heste (87), Belgisch kunstschilder
- Jos Van Limbergen (73), Belgisch astronoom

### 27 februari
- Joep Franssen (75), Nederlands wielrenner

## Maart

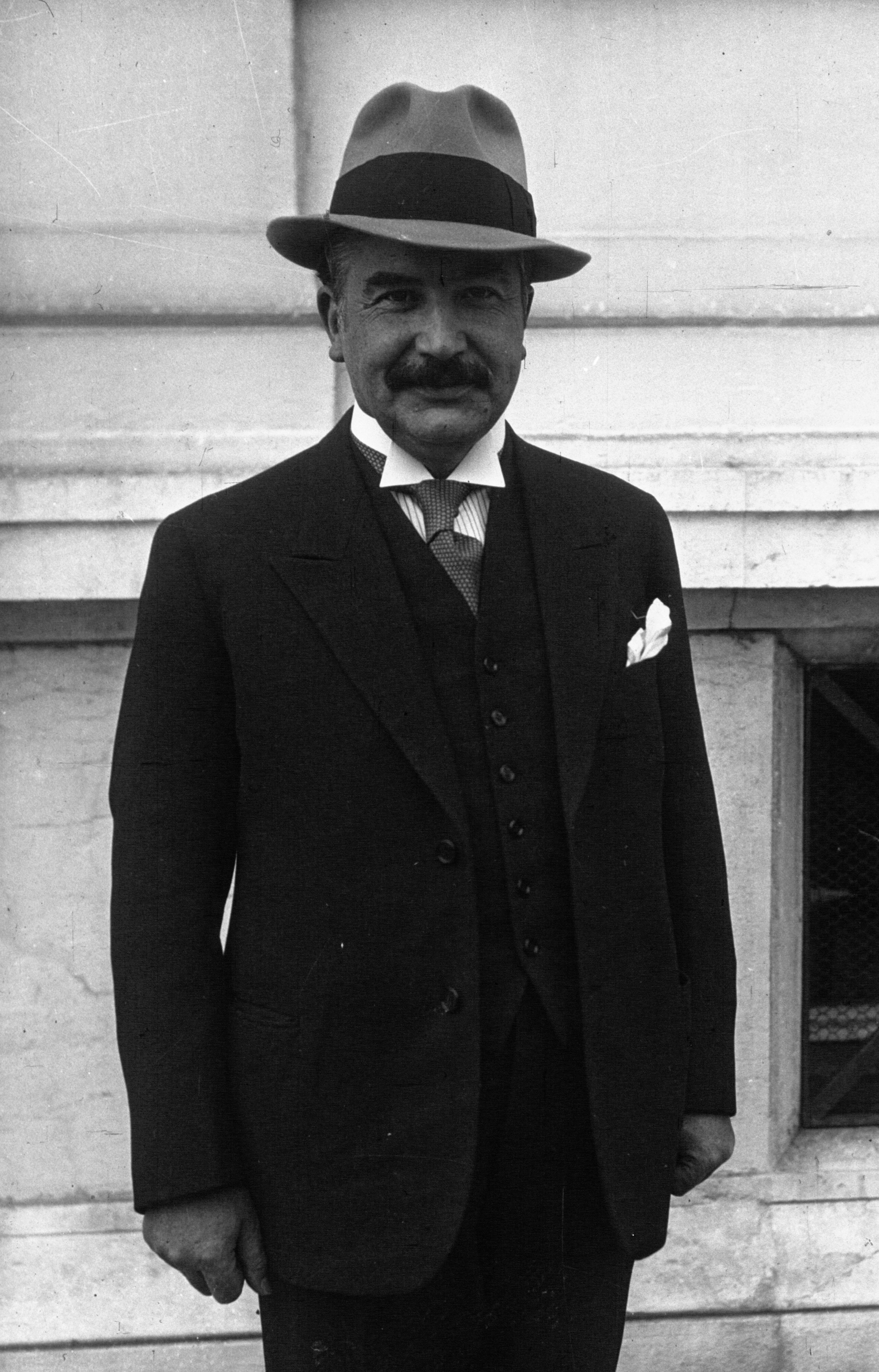
Joseph Bech
8 maart

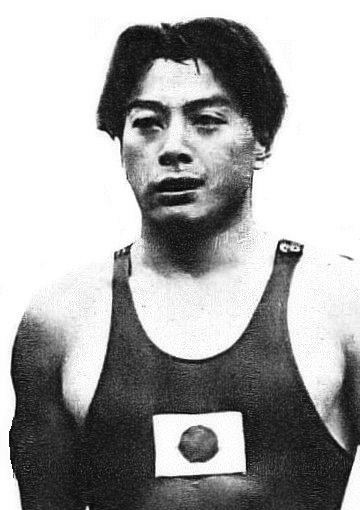
Masanori Yusa
8 maart

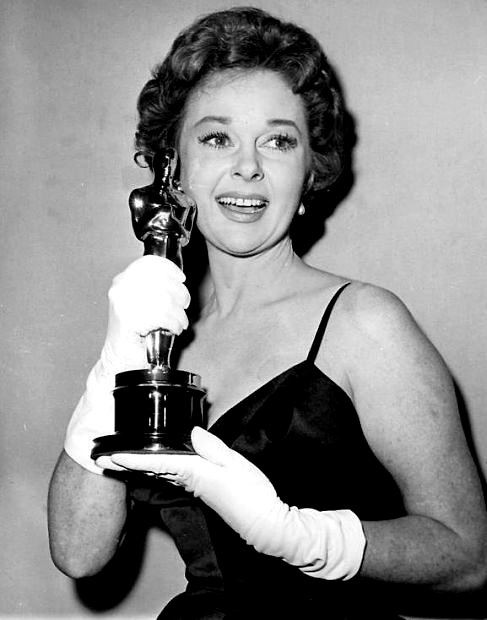
Susan Hayward
14 maart

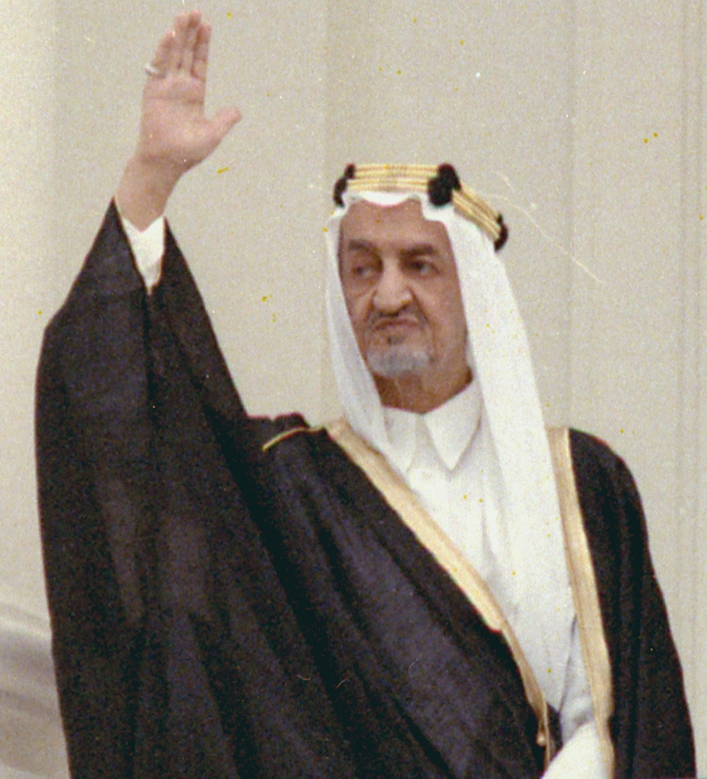
koning Faisal
25 maart

| 1 | 2 | 3 | 4 | 5 | 6 | 7 | 8 | 9 | 10 | 11 | 12 | 13 | 14 | 15 | 16 | 17 | 18 | 19 | 20 | 21 | 22 | 23 | 24 | 25 | 26 | 27 | 28 | 29 | 30 | 31 |
| - | - | - | - | - | - | - | - | - | -- | -- | -- | -- | -- | -- | -- | -- | -- | -- | -- | -- | -- | -- | -- | -- | -- | -- | -- | -- | -- | -- |

### 2 maart
- Madeleine Vionnet (98), Frans modeontwerpster

### 3 maart
- Chung Mon (54), Chinees-Nederlands crimineel
- Otto Winzer (72), Oost-Duits politicus

### 4 maart
- Jan Harke Bakker (82), Nederlands schaatser
- Charles Spaak (71), Belgisch scenarioschrijver

### 5 maart
- Jorge Ruffier Acosta (70), Mexicaans archeoloog

### 6 maart
- Florent Labrique (72), Belgisch politicus

### 7 maart
- Michail Bachtin (79), Russisch filosoof
- Gerrit Jannink (70), Nederlands hockeyer

### 8 maart
- Joseph Bech (88), Luxemburgs politicus
- George Stevens (70), Amerikaans filmregisseur
- Masanori Yusa (60), Japans zwemmer

### 9 maart
- Luis Amado-Blanco (71), Cubaans diplomaat
- Joseph Dunninger (82), Amerikaans goochelaar
- Marie Gevers (91), Belgisch schrijfster
- Joseph Guillemot (75), Frans atleet
- Henri Mouttet (91), Zwitsers politicus

### 12 maart
- Isabelle Blume (82), Belgische politica

### 13 maart
- Ivo Andrić (82), Joegoslavische schrijver
- Jeannie Robertson (66), Brits folkzangeres

### 14 maart
- Susan Hayward (56), Amerikaans actrice

### 15 maart
- Franz Josef Meybrunn (73), Duits componist
- Aristoteles Onassis (69), Grieks reder en magnaat

### 16 maart
- Adolf Molter (78), Belgisch politicus
- T-Bone Walker (64), Amerikaans bluesgitarist

### 17 maart
- Feodora van Denemarken (64), lid Deense adel

### 18 maart
- Alain Grandbois (74), Canadees dichter

### 20 maart
- Paul Montavon (70), Zwitsers componist

### 21 maart
- Flor Van Reeth (91), Belgisch architect en kunstschilder

### 24 maart
- Wim Hendriks (44), Nederlands voetballer

### 25 maart
- Faisal bin Abdoel Aziz al-Saoed (69), koning van Saoedi-Arabië

### 27 maart
- Arthur Bliss (83), Brits componist

### 28 maart
- Wiltrud van Beieren (90), Duitse prinses

### 29 maart
- Thomas Green (80), Brits snelwandelaar

### 30 maart
- Peter Bamm (77), Duits schrijver

### 31 maart
- Percy Alliss (78), Brits golfspeler

## April

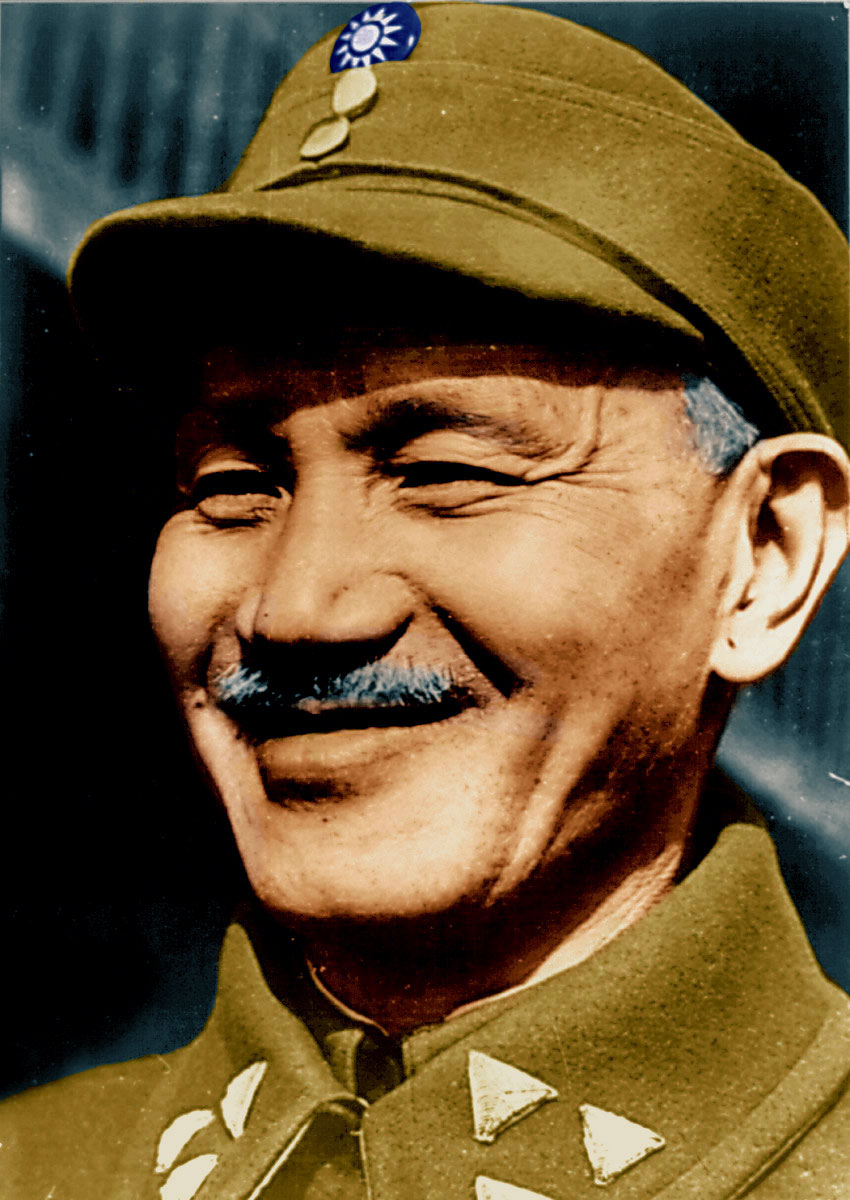
Chiang Kai-shek
5 april

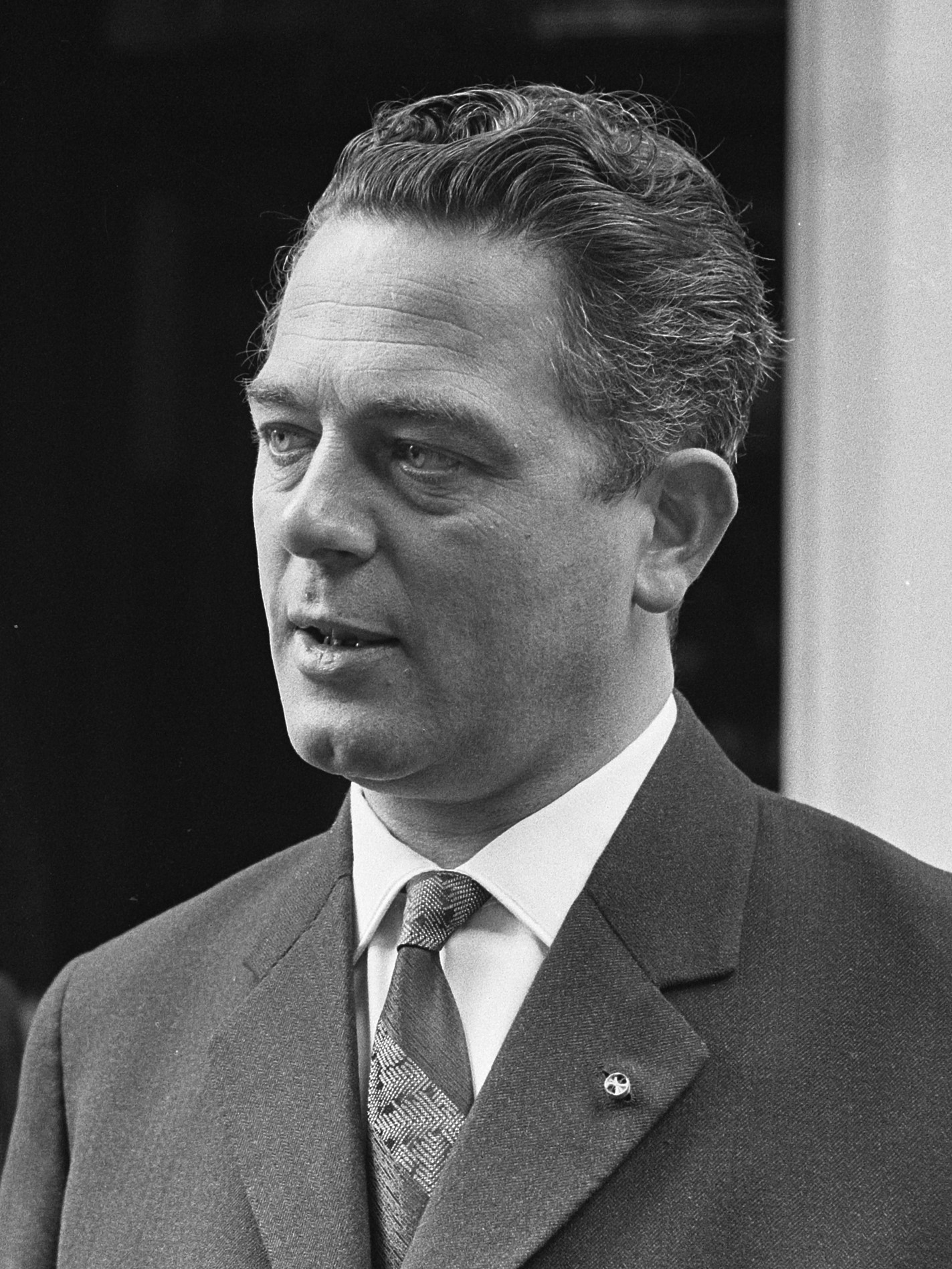
Victor Marijnen
5 april

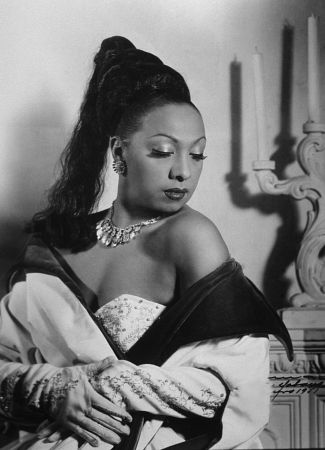
Josephine Baker
12 april

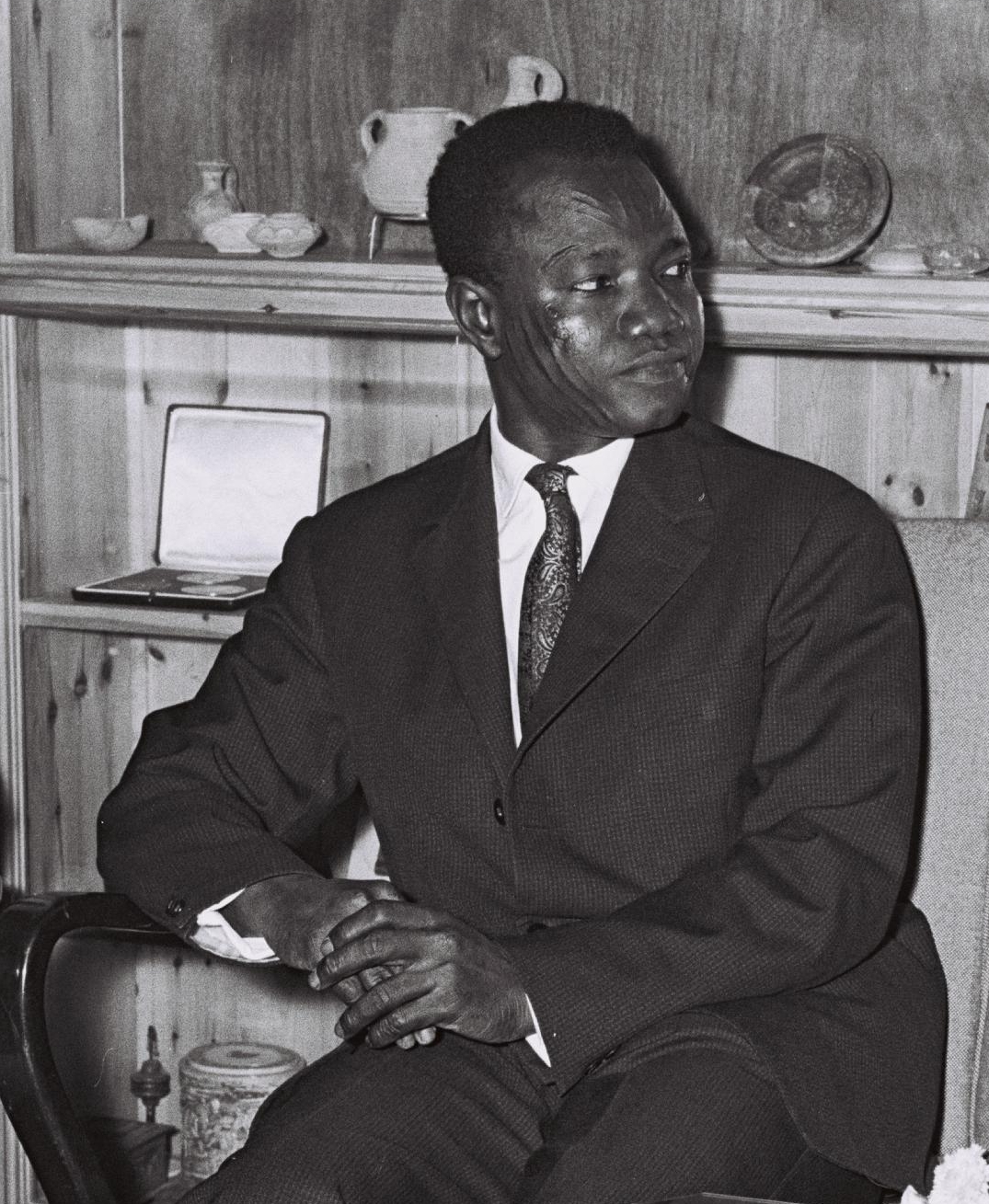
François Tombalbaye
13 april

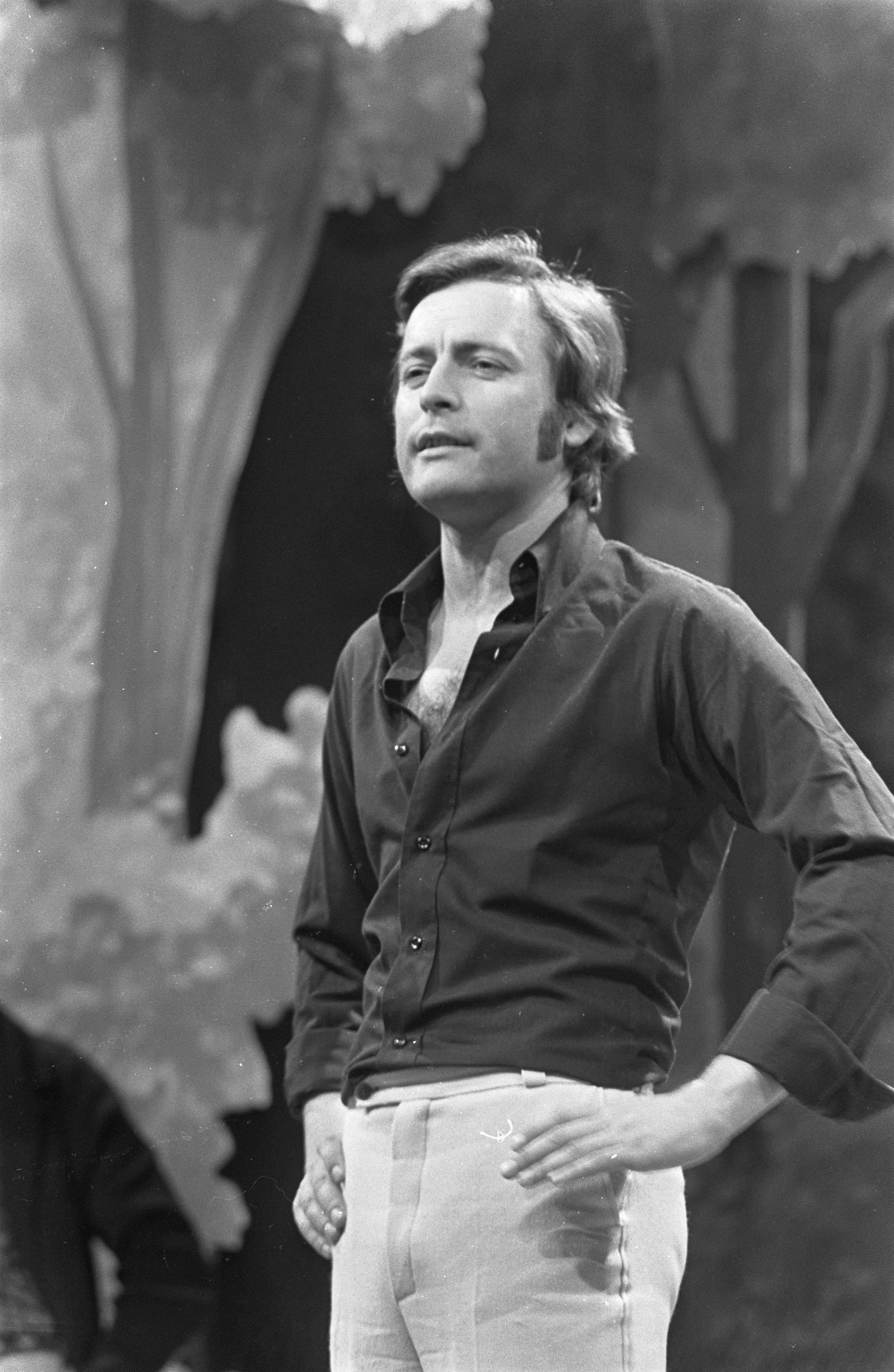
Rob Touber
18 april

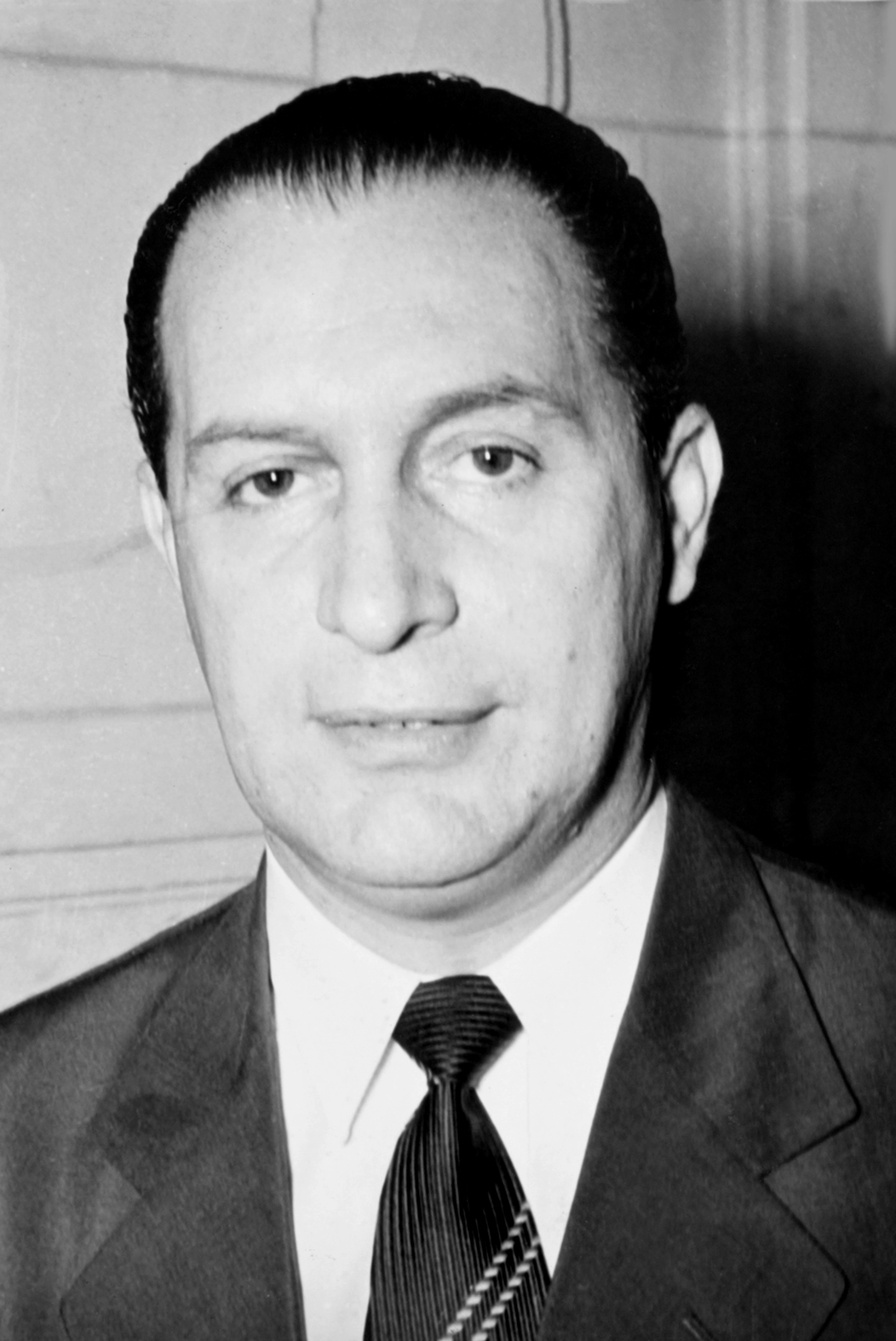
Pascoal Ranieri Mazzilli
21 april

| 1 | 2 | 3 | 4 | 5 | 6 | 7 | 8 | 9 | 10 | 11 | 12 | 13 | 14 | 15 | 16 | 17 | 18 | 19 | 20 | 21 | 22 | 23 | 24 | 25 | 26 | 27 | 28 | 29 | 30 |
| - | - | - | - | - | - | - | - | - | -- | -- | -- | -- | -- | -- | -- | -- | -- | -- | -- | -- | -- | -- | -- | -- | -- | -- | -- | -- | -- |

### 1 april
- Lorenz Jäger (82), Duits geestelijke
- Michel Pelchat (37), Frans wielrenner
- Eugeen Yoors (95), Belgisch kunstenaar

### 2 april
- Mark Light (64), Amerikaans autocoureur
- Piet van der Velden (75), Nederlands waterpolospeler

### 4 april
- Constant Moreau (84), Belgisch componist
- Sven Rydell (70), Zweeds voetballer
- Stephan Lucien Joseph van Waardenburg (75), Nederlands koloniaal bestuurder

### 5 april
- Chiang Kai-shek (87), president van China
- Victor Marijnen (58), Nederlands politicus
- Harold Osborn (75), Amerikaans atleet

### 7 april
- Jan Boon (92), Nederlands kunstenaar
- Bertus van Hamersveld (79), Nederlands motorcoureur
- Frans Van Giel (82), Belgisch kunstschilder
- IJsbrand Hendrik de Zeeuw (52), Nederlands burgemeester

### 8 april
- Henk Lakeman (52), Nederlands wielrenner
- Joseph Laniel (85), Frans politicus

### 10 april
- Walker Evans (71), Amerikaans fotograaf

### 12 april
- Josephine Baker (68), Amerikaans-Frans danseres, zangeres en actrice
- Henry Allan Gleason (93), Amerikaans botanicus

### 13 april
- François Tombalbaye (56), president van Tsjaad
- Teofilo Sison (95), Filipijns jurist, politicus en minister

### 14 april
- Günter Dyhrenfurth (88), Duits-Zwitsers bergbeklimmer en geoloog
- Fredric March (77), Amerikaans acteur
- Gérard Romsée (73), Belgisch politicus

### 15 april
- Richard Conte (65), Amerikaans acteur
- Charles Journet (84), Zwitsers kardinaal
- Filips II Albrecht van Württemberg (81), lid Duitse adel

### 16 april
- Jacobus Teunis Doornenbal (65), Nederlands predikant

### 17 april
- Dan Ekner (48), Zweeds voetballer
- Sarvepalli Radhakrishnan (86), Indiaas filosoof en politicus

### 18 april
- Willem Ernest van Knobelsdorff (58), Nederlands politicus
- Rob Touber (38), Nederlands televisieregisseur

### 19 april
- Père Timmermans (	83), Nederlands verzetsstrijder

### 21 april
- Cecilia van Pruisen (57), Duitse prinses
- Pascoal Ranieri Mazzilli (64), president van Brazilië

### 22 april
- Willy Böckl (82), Oostenrijks kunstschaatser

### 23 april
- Anton Paulik (73), Oostenrijks componist
- Cyril Pullin (82), Brits motorcoureur en ingenieur
- William Hartnell (67), Brits acteur

### 25 april
- Mike Brant (28), Israëlisch zanger
- Giacomo Prampolini (76), Italiaans literatuurhistoricus
- Ulrich Wessel (29), Duits terrorist

### 28 april
- Willem Koster (63), Nederlands econoom

### 30 april
- Gerard Hack (81), Nederlands beeldhouwer

## Mei

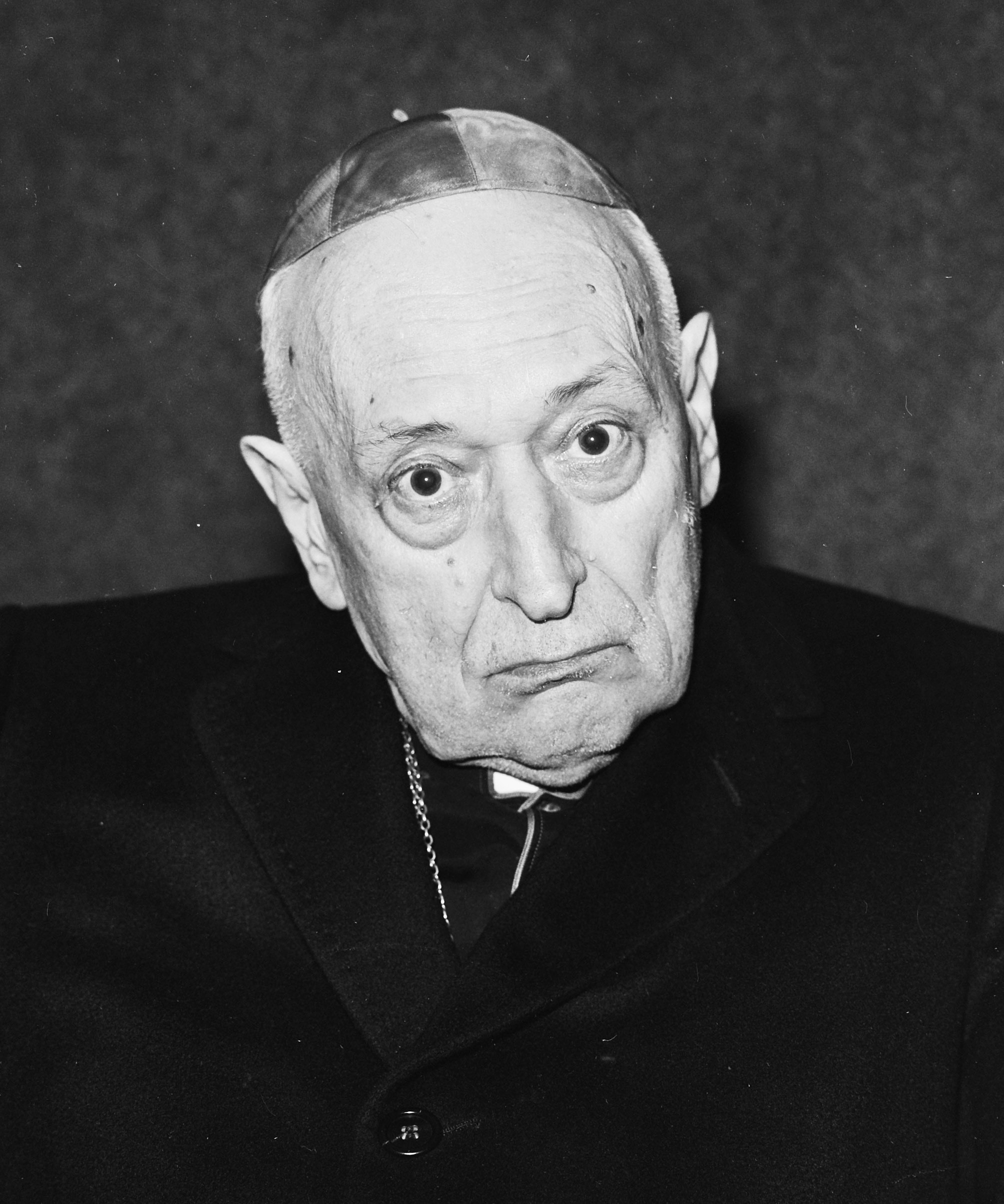
József Mindszenty
6 mei

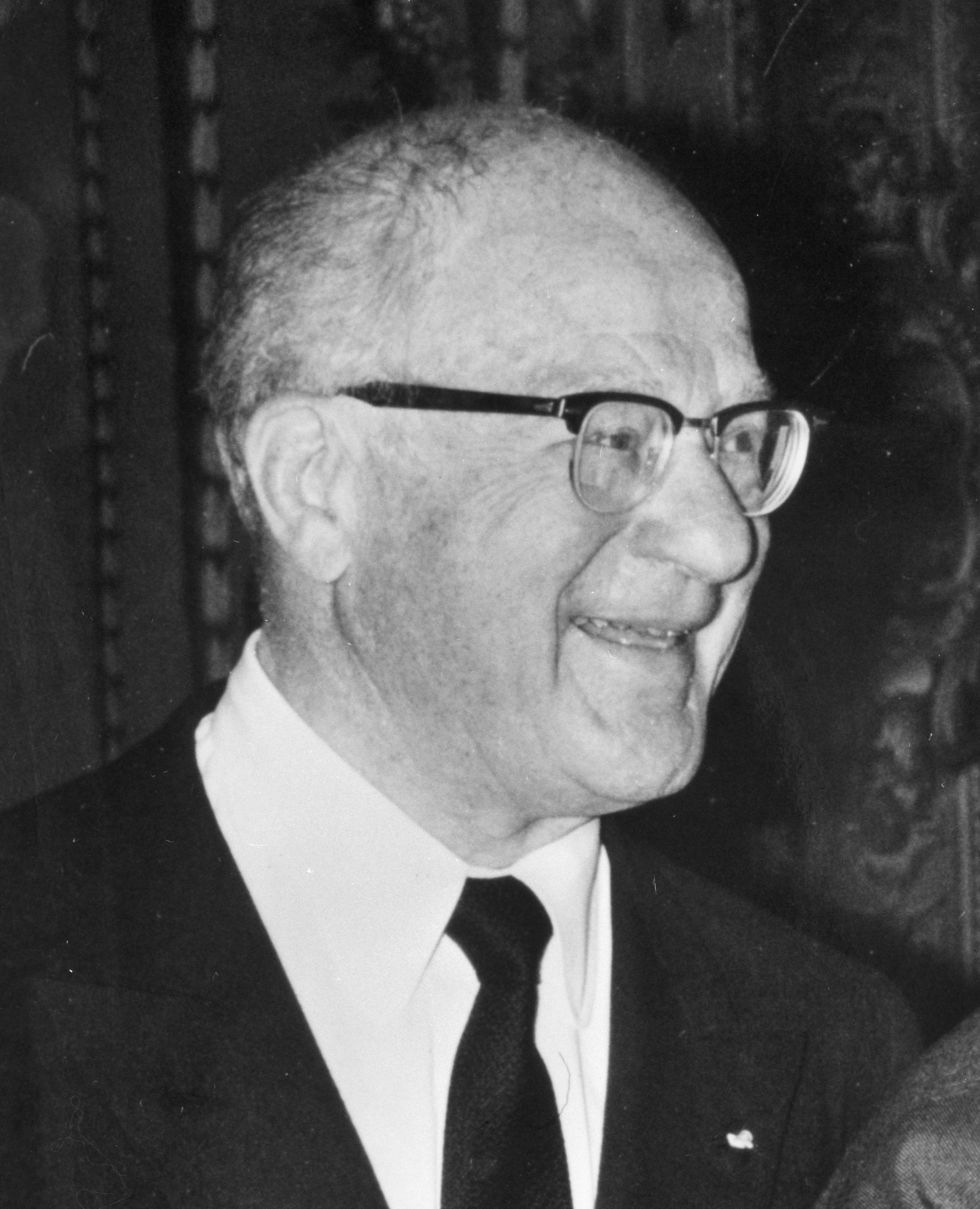
Avery Brundage
8 mei

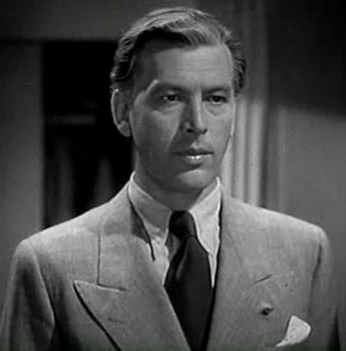
Hein van der Niet
9 mei

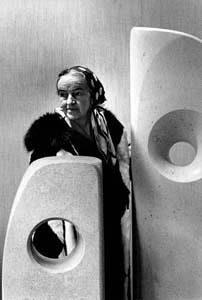
Barbara Hepworth
20 mei

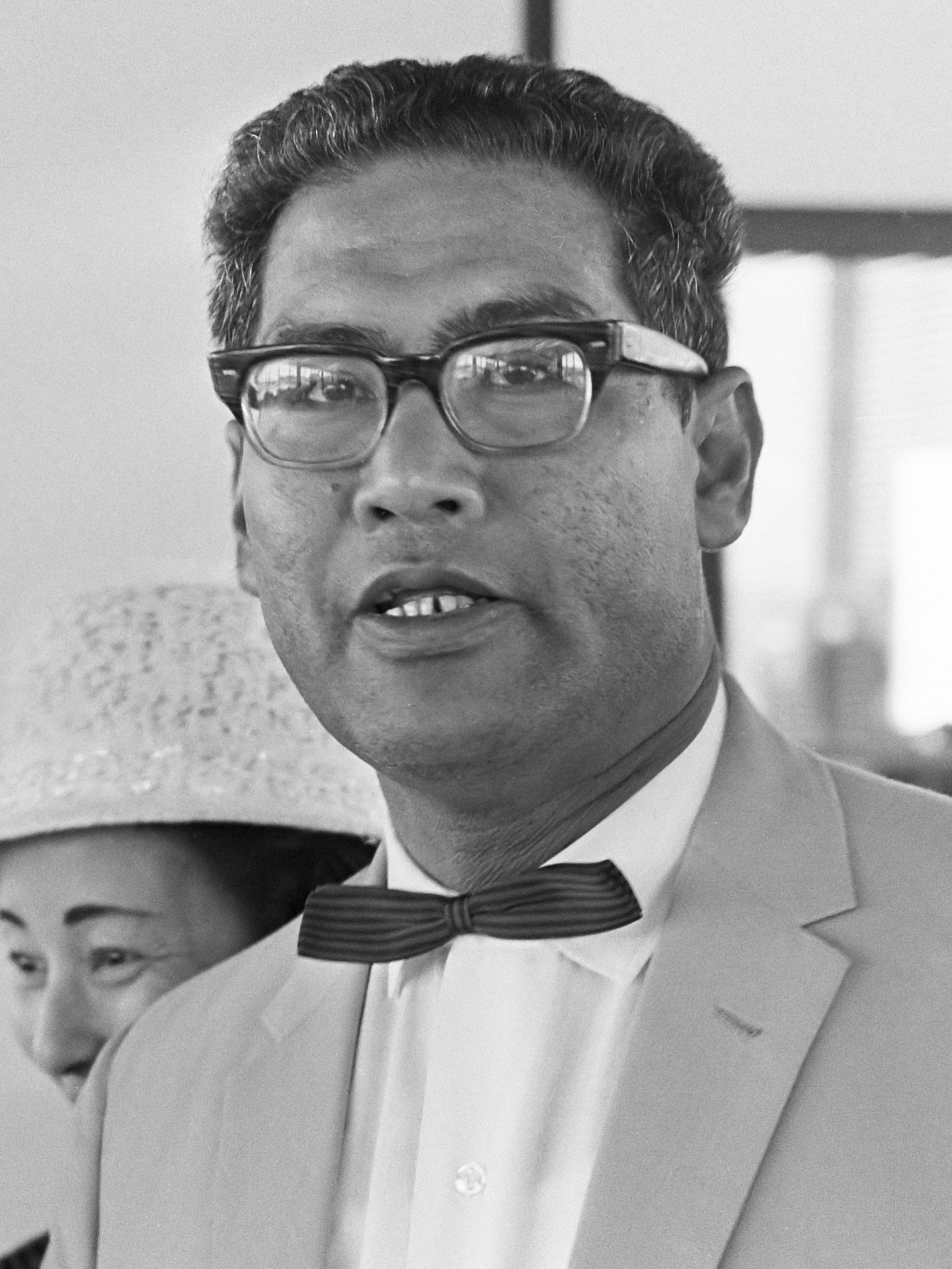
Chris Calor
26 mei

| 1 | 2 | 3 | 4 | 5 | 6 | 7 | 8 | 9 | 10 | 11 | 12 | 13 | 14 | 15 | 16 | 17 | 18 | 19 | 20 | 21 | 22 | 23 | 24 | 25 | 26 | 27 | 28 | 29 | 30 | 31 |
| - | - | - | - | - | - | - | - | - | -- | -- | -- | -- | -- | -- | -- | -- | -- | -- | -- | -- | -- | -- | -- | -- | -- | -- | -- | -- | -- | -- |

### 4 mei
- Frans van der Veen (56), Nederlands voetballer

### 5 mei
- Nils Eriksen (64), Noors voetballer en voetbaltrainer

### 6 mei
- Friedrich Leinert (66), Duits componist
- József Mindszenty (83), Hongaars kardinaal
- Ludolf Rasterhoff (70), Nederlands politicus

### 7 mei
- Franz Bistricky (60), Oostenrijks handbalspeler
- Hermann Künneth (82), Duits wiskundige

### 8 mei
- Avery Brundage (87), Amerikaans atleet en sportbestuurder
- Juan Evaristo (72), Argentijns voetballer
- Bram Fischer (67), Amerikaans advocaat en burgerrechtenactivist
- Joseph Muller (80), Frans wielrenner
- Pitigrilli (81), Italiaans schrijver

### 9 mei
- Hein van der Niet (73), Nederlands acteur

### 12 mei
- Göte Andersson (66), Zweeds waterpolospeler
- Joseph Augustus (77), Belgisch voetballer

### 13 mei
- Marguerite Perey (65), Frans natuurkundige

### 14 mei
- Ernst Alexanderson (97), Zweeds uitvinder

### 17 mei
- Peter Holland (58), Nederlands regisseur en acteur

### 18 mei
- Leroy Anderson (66), Amerikaans componist

### 20 mei
- Barbara Hepworth (72), Brits beeldhouwster
- Hans Krenning (79), Nederlands politiefunctionaris
- George Tunnell (62), Amerikaans zanger

### 22 mei
- Arnold Duncan McNair (90), Brits rechtsgeleerde

### 26 mei
- Chris Calor (50), Surinaams politicus

### 28 mei
- Lung Chien (59), Chinees filmregisseur en akteur

### 30 mei
- Steve Prefontaine (24), Amerikaans atleet
- Michel Simon (80), Zwitsers acteur

### 31 mei
- Mito Umeta (112), oudste persoon ter wereld

## Juni

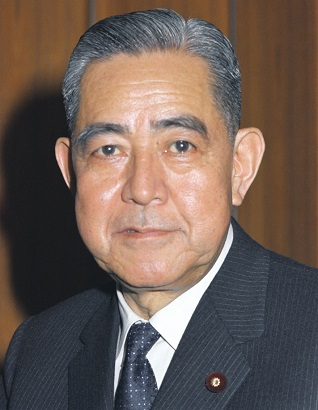
Eisaku Sato
3 juni

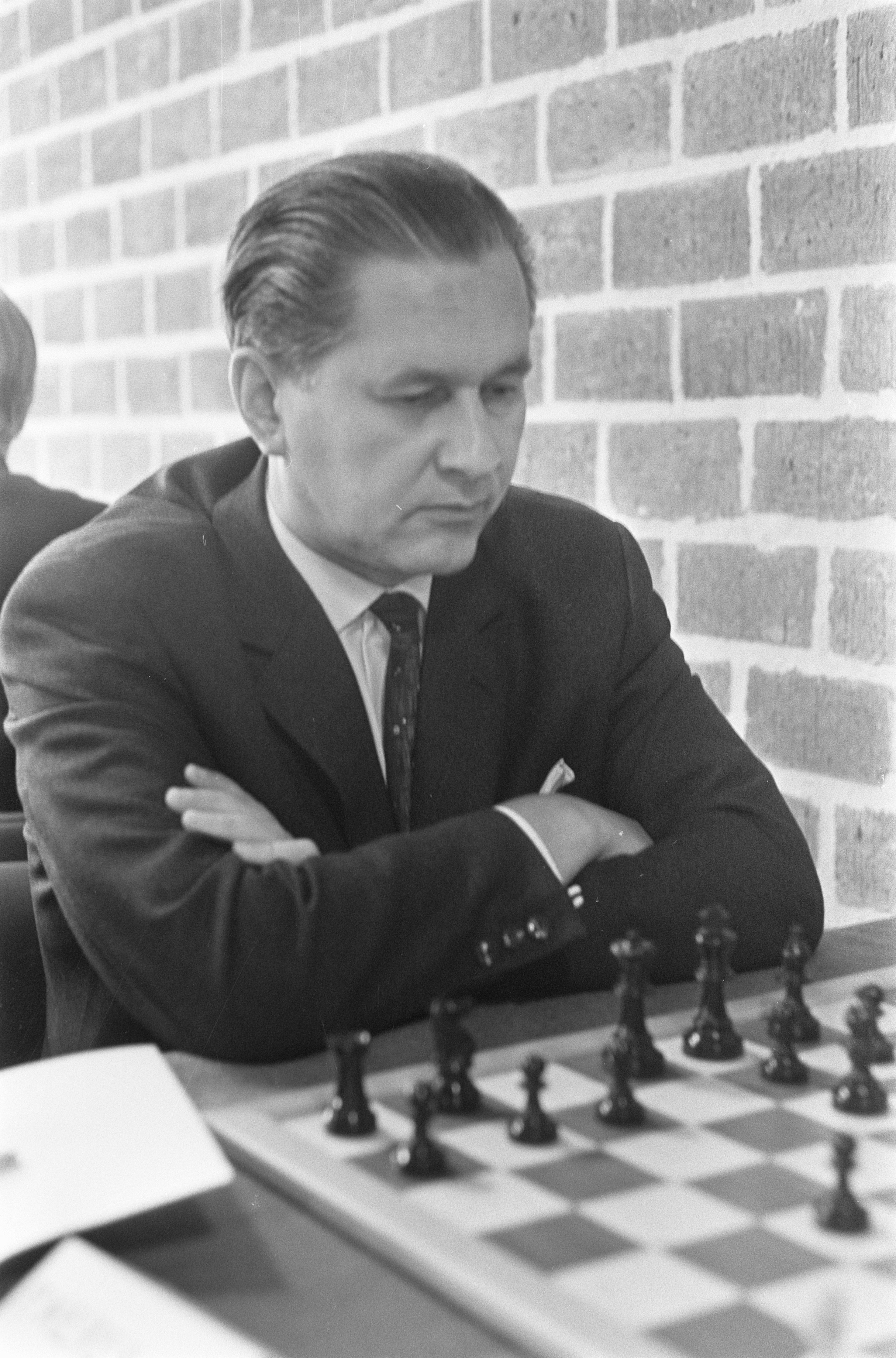
Paul Keres
5 juni

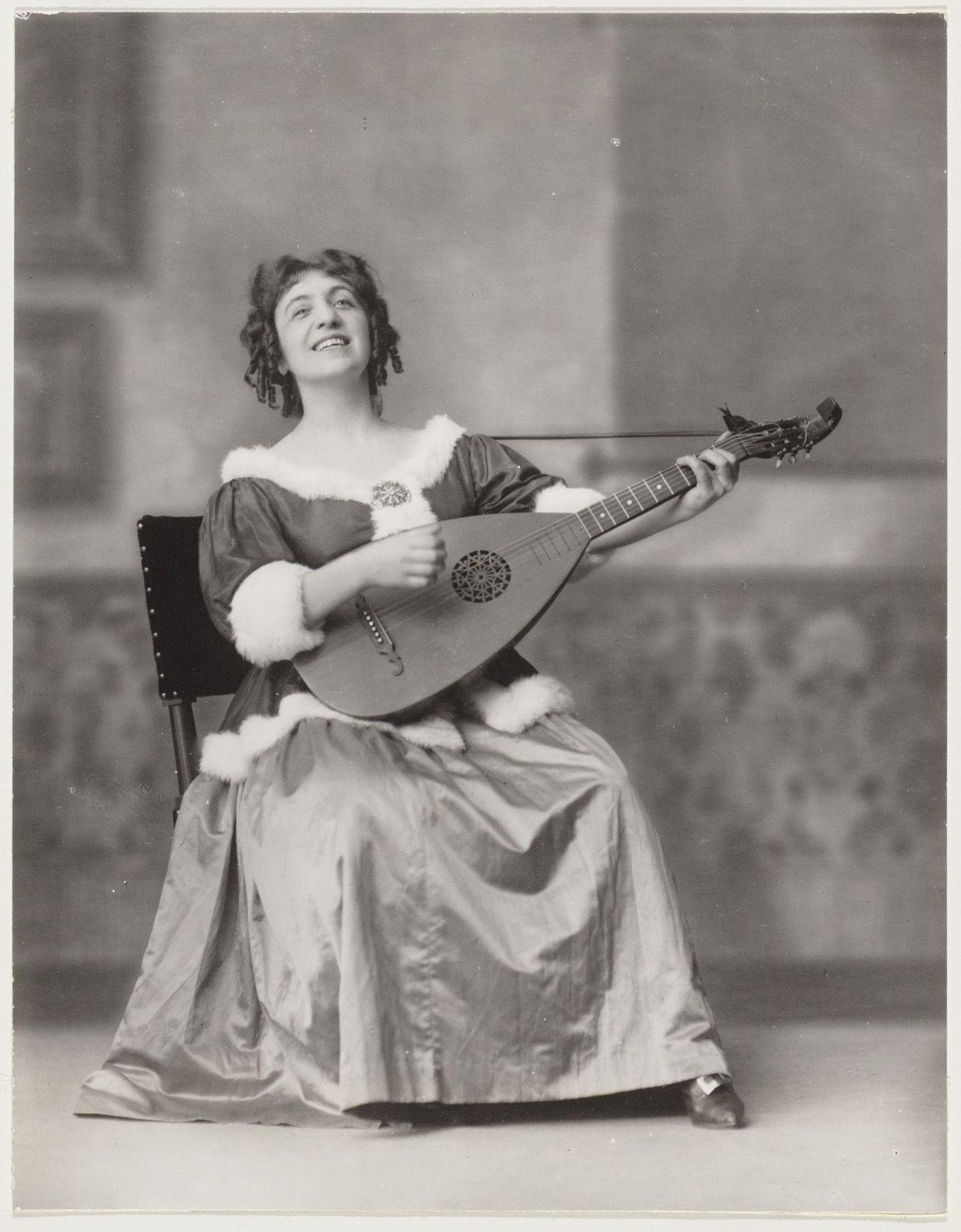
Antoinette van Dijk
24 juni

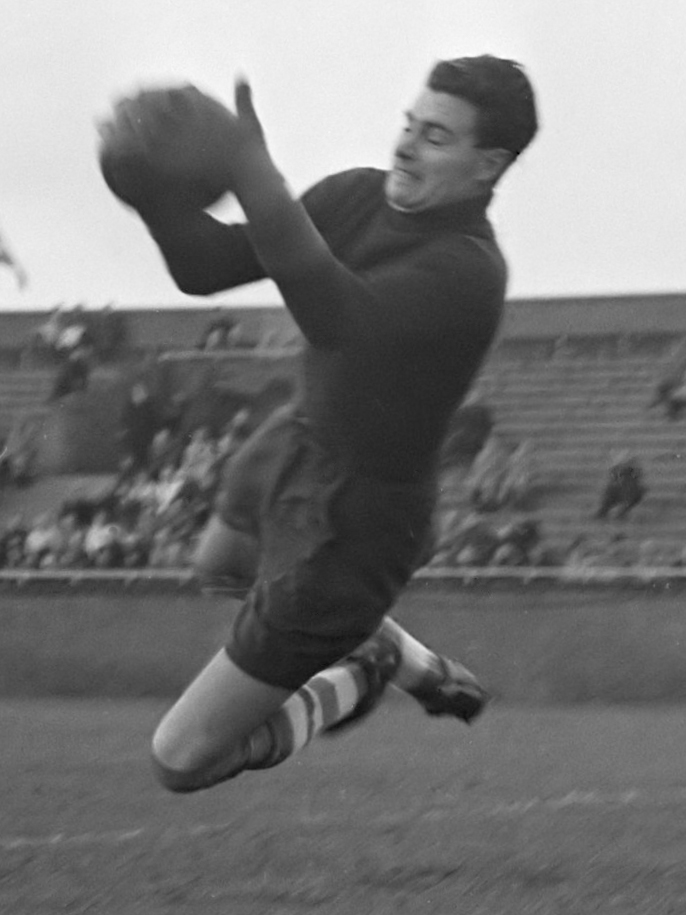
Wim Landman
27 juni

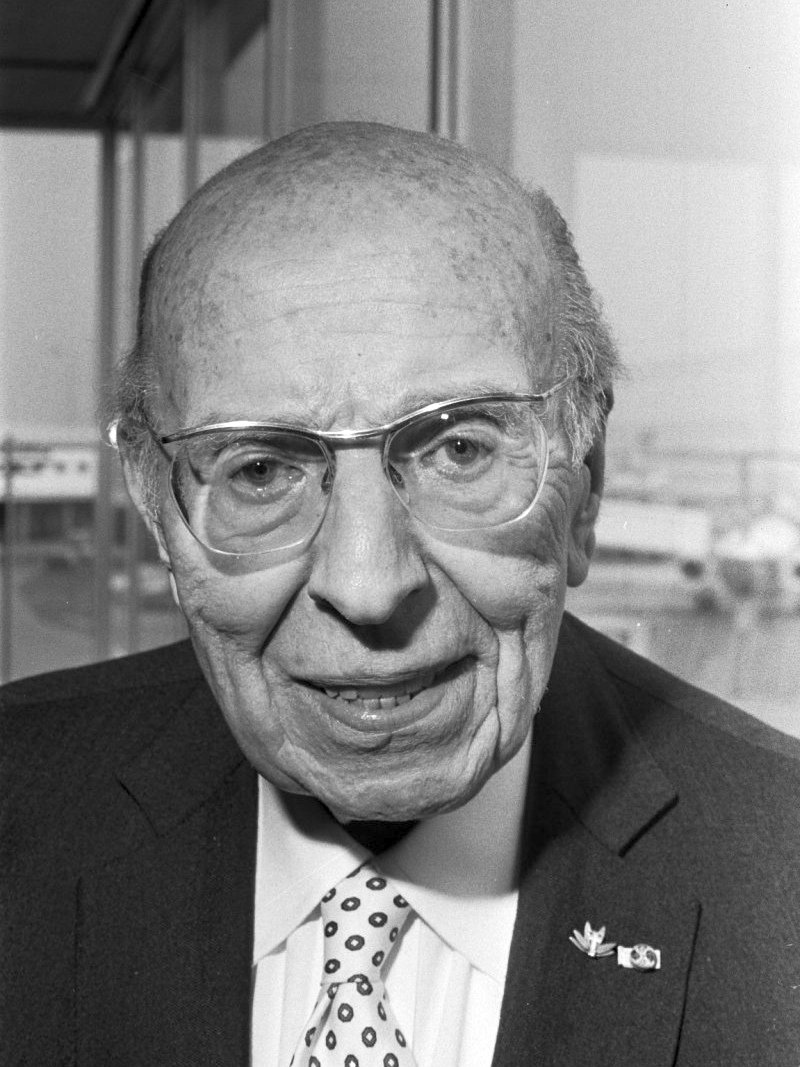
Robert Stolz
27 juni

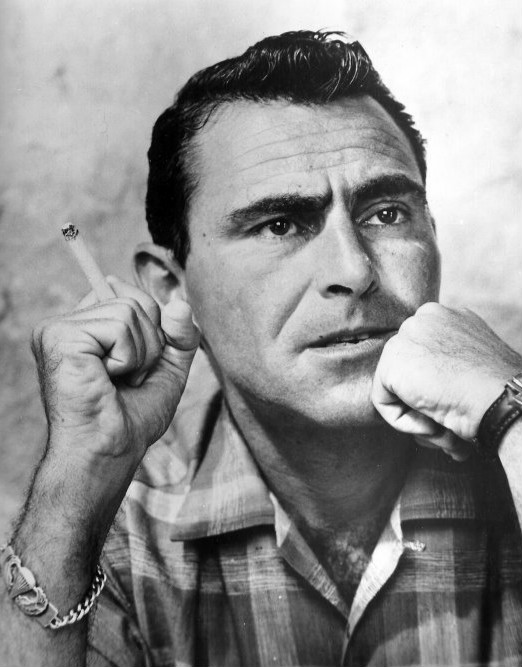
Rod Serling
28 juni

| 1 | 2 | 3 | 4 | 5 | 6 | 7 | 8 | 9 | 10 | 11 | 12 | 13 | 14 | 15 | 16 | 17 | 18 | 19 | 20 | 21 | 22 | 23 | 24 | 25 | 26 | 27 | 28 | 29 | 30 |
| - | - | - | - | - | - | - | - | - | -- | -- | -- | -- | -- | -- | -- | -- | -- | -- | -- | -- | -- | -- | -- | -- | -- | -- | -- | -- | -- |

### 2 juni
- Jozef Versou (70), Belgisch schrijver
- David Walsh (85), Amerikaans basketbalscheidsrechter

### 3 juni
- Hetty Berger (64), Nederlands actrice
- Ozzie Nelson (69), Amerikaans zanger, bigbandleider en acteur
- Eisaku Sato (74), Japans politicus
- Johan Fredrik Theodoor van Valkenburg (98), lid Nederlandse adel

### 4 juni
- Hugues C. Pernath (43), Belgisch dichter

### 5 juni
- Paul Keres (59), Sovjet-Russisch schaker

### 7 juni
- Achiel Heyman (87), Belgisch politicus

### 8 juni
- Murray Leinster (78), Amerikaans schrijver
- Dick Mango (62), Amerikaans jazzmusicus

### 11 juni
- Barend Willem Zijfers (80), Nederlands nationaalsocialist

### 14 juni
- Pablo Antonio (74), Filipijns architect

### 15 juni
- K.A. Nilakanta Sastri (83), Indiaas theosoof

### 16 juni
- Felix Hoffmann (64), Zwitsers graficus

### 19 juni
- Charles Andre Hartmans (88), Nederlands museumdirecteur

### 20 juni
- Willem Hendrik Arisz (87), Nederlands botanicus
- Karel Gleenewinkel Kamperdijk (91), Nederlands voetballer

### 22 juni
- Pierre De Smet (82), Belgisch politicus
- Paul Stehlin (67), Frans militair leider en politicus
- Per Wahlöö (48), Zweeds detectiveschrijver

### 24 juni
- Antoinette van Dijk (95), Nederlands zangeres en presentatrice
- Luigi Raimondi (62), Italiaans kardinaal
- Louis Van Hege (86), Belgisch voetballer

### 26 juni
- Jozefmaria Escrivá (73), Spaans priester

### 27 juni
- Pierre De Smet (82), Belgisch politicus
- Wim Landman (54), Nederlands voetballer
- Robert Stolz (94), Oostenrijks componist en dirigent
- Geoffrey Ingram Taylor (89), Brits natuurkundige en wiskundige

### 28 juni
- Serge Reding (33), Belgisch gewichtheffer
- Rod Serling (50), Amerikaans scriptschrijver en tv-presentator
- Rolf Thiele (23), Duits motorcoureur

### 29 juni
- Tim Buckley (28), Amerikaans singer-songwriter
- Hans Furler (71), Duits politicus

## Juli

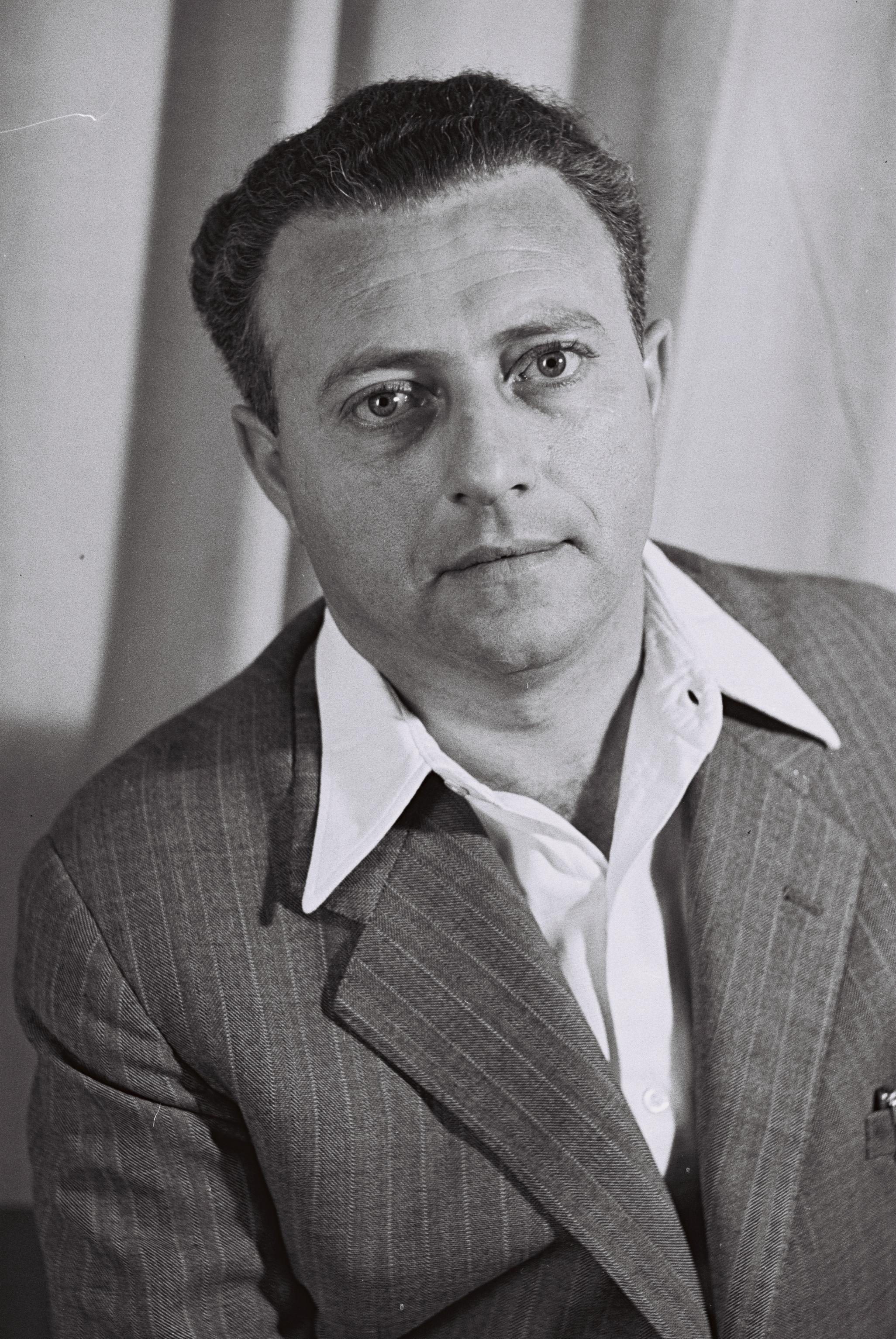
Michael Hasani
2 juli

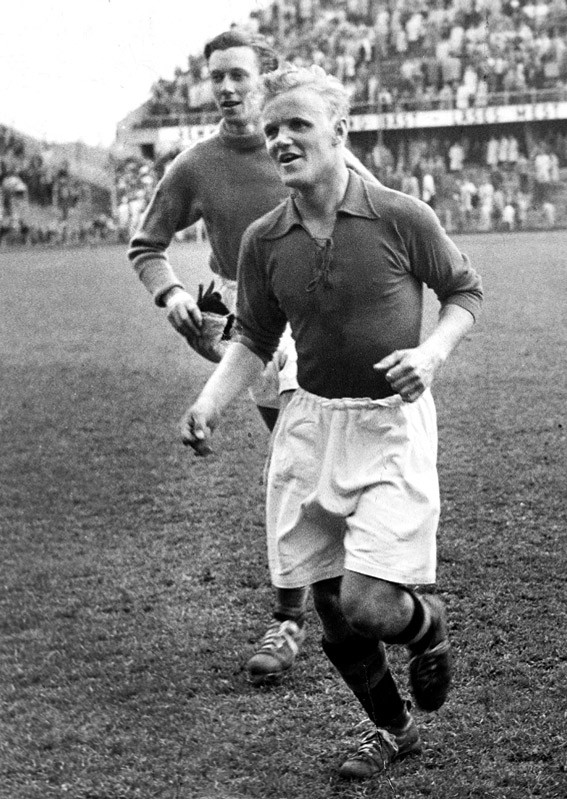
Lennart Skoglund
8 juli

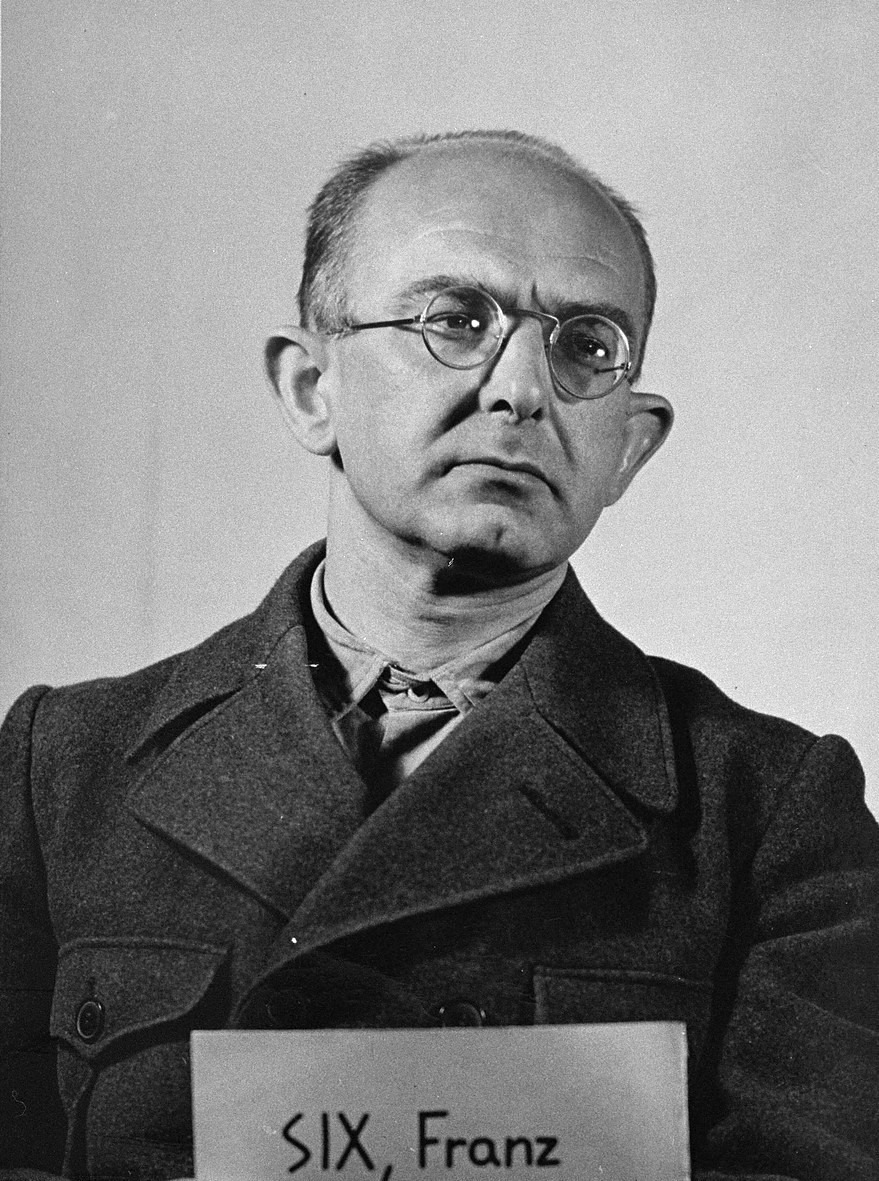
Franz Six
9 juli

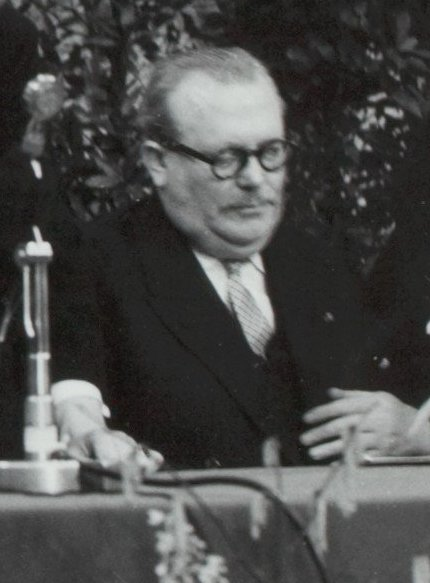
Achiel Van Acker
10 juli

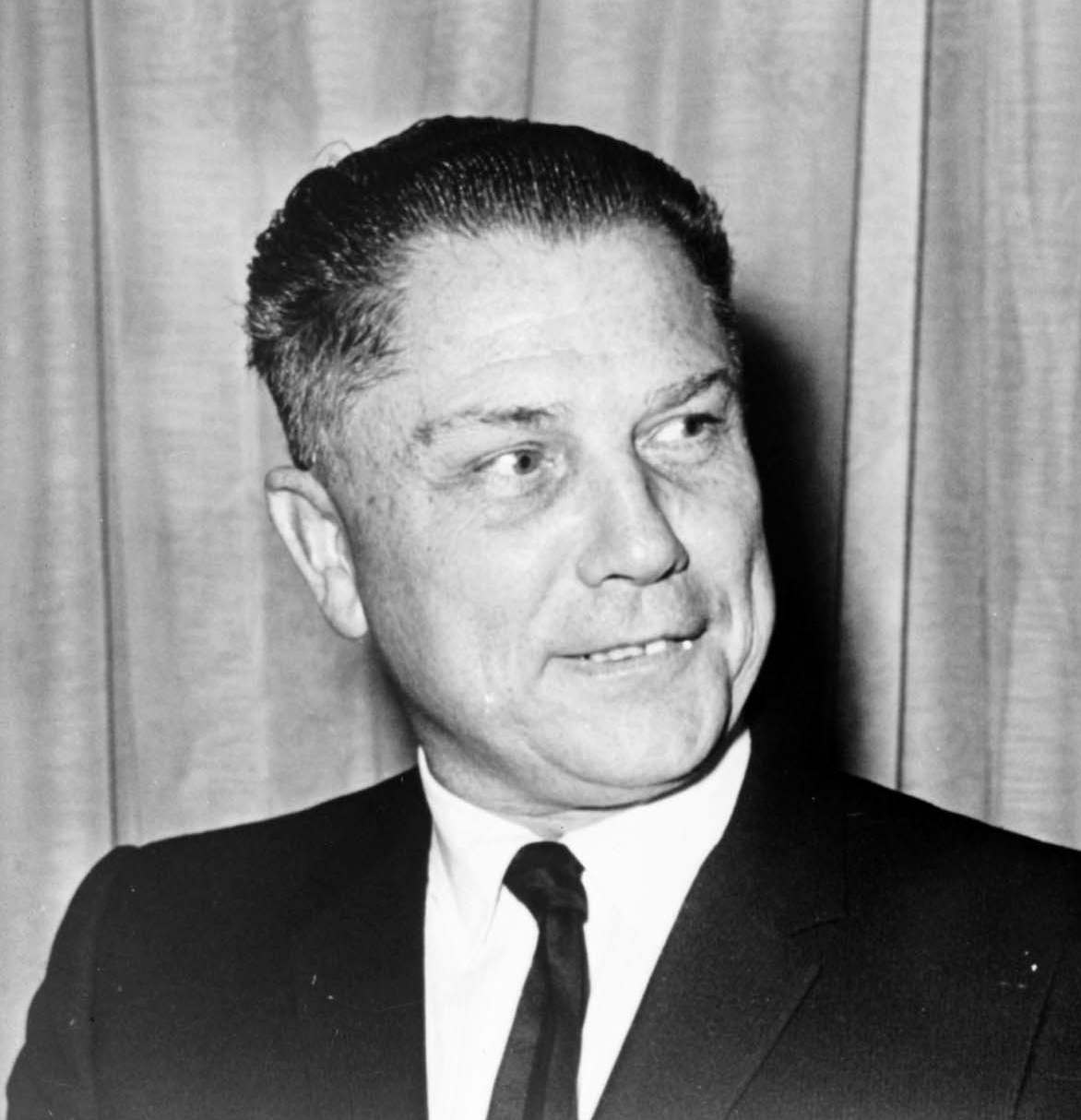
Jimmy Hoffa
30 juli

| 1 | 2 | 3 | 4 | 5 | 6 | 7 | 8 | 9 | 10 | 11 | 12 | 13 | 14 | 15 | 16 | 17 | 18 | 19 | 20 | 21 | 22 | 23 | 24 | 25 | 26 | 27 | 28 | 29 | 30 | 31 |
| - | - | - | - | - | - | - | - | - | -- | -- | -- | -- | -- | -- | -- | -- | -- | -- | -- | -- | -- | -- | -- | -- | -- | -- | -- | -- | -- | -- |

### 2 juli
- Michael Hasani (62), Israëlisch politicus

### 3 juli
- Arne Halse (87), Noors atleet
- Sigrið av Skarði Joensen (67), Faeröers publiciste en feministe

### 5 juli
- Otto Skorzeny (67), Oostenrijks militair

### 6 juli
- Engracia Cruz-Reyes (83), Filipijns kok en ondernemer

### 7 juli
- William Vallance Douglas Hodge (72), Brits wiskundige
- Léon Servais (67), Belgisch politicus

### 8 juli
- Lennart Skoglund (45), Zweeds voetballer

### 9 juli
- Franz Six (65), Duits oorlogsmisdadiger
- Johan van Zweden (79), Nederlands schilder en beeldhouwer

### 10 juli
- Achiel Van Acker (77), Belgisch politicus

### 18 juli
- Pieter Baan (62), Nederlands psychiater
- Vaughn Bodé (33), Amerikaans striptekenaar
- Carl Ortwin Sauer (86), Amerikaans geograaf

### 21 juli
- Fie Carelsen (85), Nederlands actrice
- Chris Krediet (60), Nederlands verzetsstrijder

### 22 juli
- Cas Oorthuys (66), Nederlands fotograaf en verzetsstrijder

### 24 juli
- Barbara Colby (35), Amerikaans actrice
- Nicolas Rossolimo (65), Frans-Amerikaans schaker

### 28 juli
- Jos Lussenburg (85), Nederlands kunstschilder
- Alfred L. Werker (78), Amerikaans filmregisseur

### 29 juli
- James Blish (54), Amerikaans schrijver

### 30 juli
- Jimmy Hoffa (62), Amerikaans vakbondsleider

### 31 juli
- Georges Guilmin (70), Belgisch politicus

## Augustus

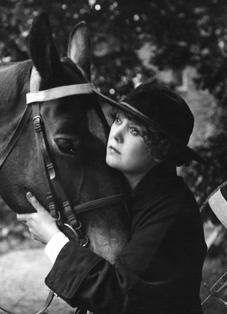
Annie Bos
3 augustus

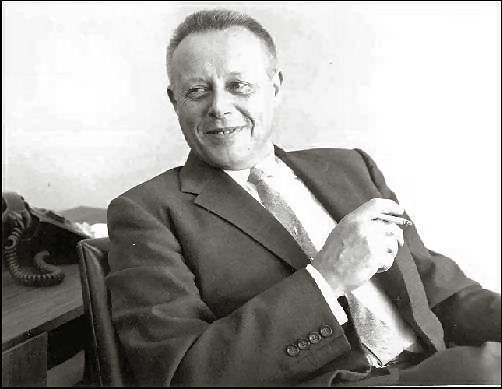
Karel Jan Bossart
3 augustus

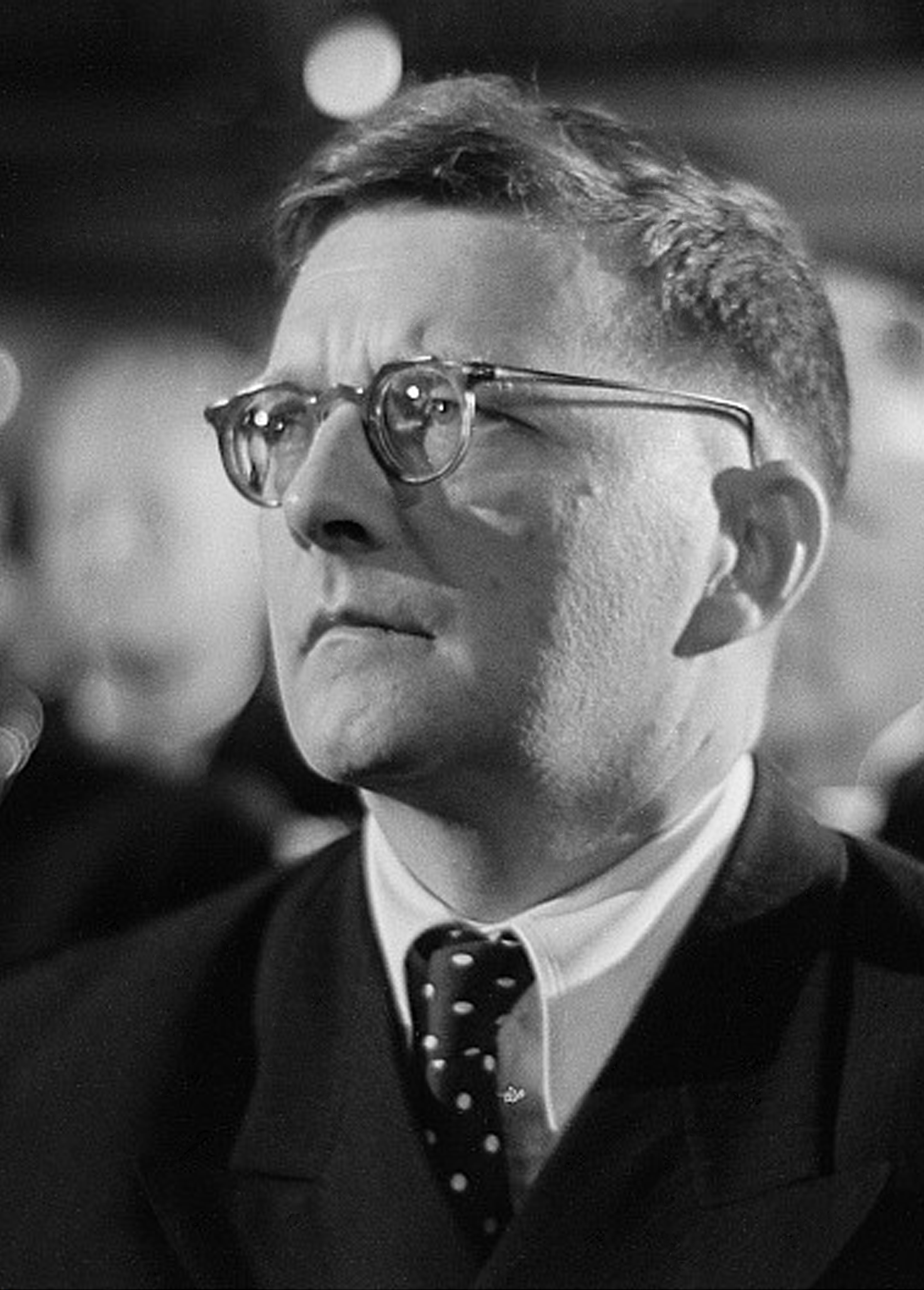
Dmitri Sjostakovitsj
9 augustus

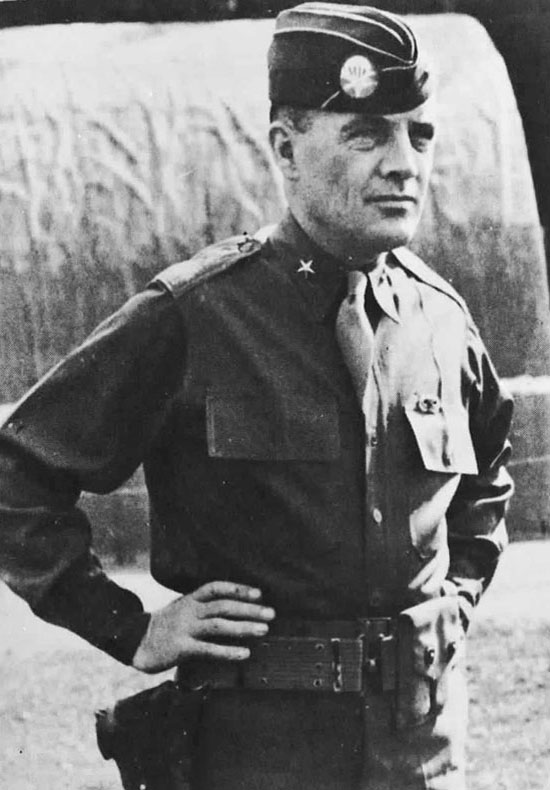
Anthony McAuliffe
11 augustus

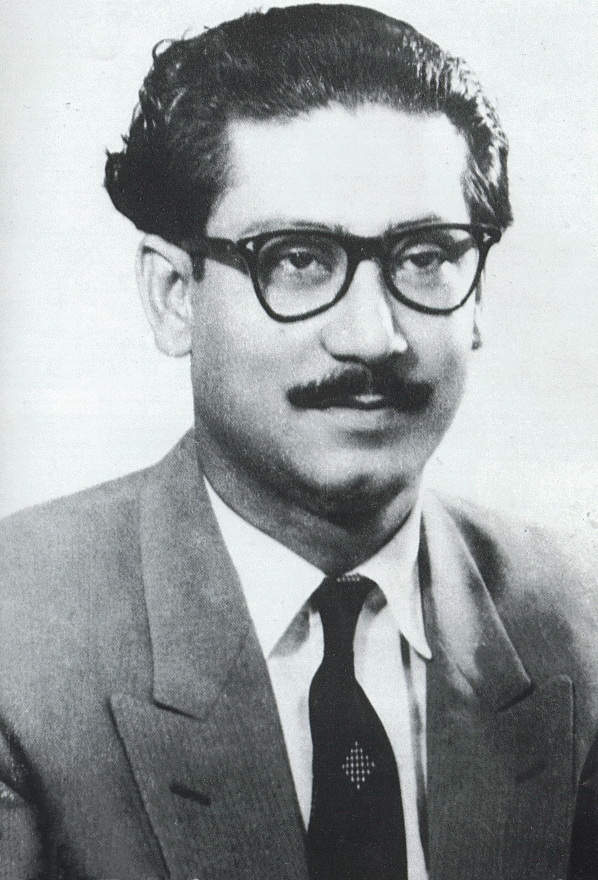
Mujibur Rahman
15 augustus

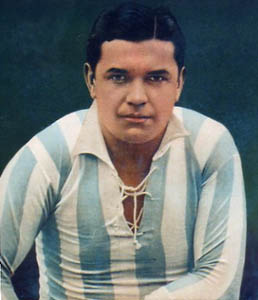
Manuel Seoane
21 augustus

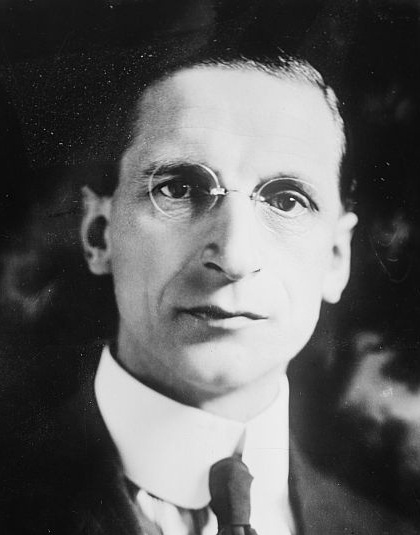
Éamon de Valera
29 augustus

| 1 | 2 | 3 | 4 | 5 | 6 | 7 | 8 | 9 | 10 | 11 | 12 | 13 | 14 | 15 | 16 | 17 | 18 | 19 | 20 | 21 | 22 | 23 | 24 | 25 | 26 | 27 | 28 | 29 | 30 | 31 |
| - | - | - | - | - | - | - | - | - | -- | -- | -- | -- | -- | -- | -- | -- | -- | -- | -- | -- | -- | -- | -- | -- | -- | -- | -- | -- | -- | -- |

### 2 augustus
- Jules Samuels (87), Nederlands alternatief genezer

### 3 augustus
- Annie Bos (88), Nederlands actrice
- Karel Jan Bossart (71), Belgisch raketingenieur

### 4 augustus
- Sam Olij (74), Nederlands bokser

### 5 augustus
- Marc Wright (85), Amerikaans atleet

### 6 augustus
- Gérard Favere (72), Belgisch componist
- Joseph Wauters (68), Belgisch wielrenner

### 7 augustus
- Stefanie van Hohenzollern-Sigmaringen (80), lid Duitse adel
- Janus Theeuwes (89), Nederlandse handboogschutter

### 8 augustus
- Sune Almkvist (89), Zweeds voetballer
- Cannonball Adderley (46), Amerikaans jazzsaxofonist
- J.P.L. Hendriks (79), Nederlands architect

### 9 augustus
- Dmitri Sjostakovitsj (68), Russisch componist en pianist
- Kees Strooband (67), Nederlands kunstschilder en tekenaar

### 10 augustus
- Alfons van Orléans-Bourbon (88), Spaans prins en piloot

### 11 augustus
- Anthony McAuliffe (77), Amerikaans militair leider

### 13 augustus
- Max Lamberty (81), Belgisch cultuurfilosoof
- Arnold Zandbergen (78), Nederlands verzetsstrijder

### 14 augustus
- Michael Frères (85), Belgisch politicus

### 15 augustus
- Mujibur Rahman (55), president van Bangladesh
- Gerardus Verdegaal (46), Nederlands burgemeester

### 16 augustus
- Vladimir Koets (48), Russisch atleet
- Friedrich Sämisch (78), Duits schaker
- Carlos Raúl Villanueva (75), Venezolaans architect

### 17 augustus
- Tiny Lund (45), Amerikaans autocoureur

### 18 augustus
- André Oleffe (61), Belgisch politicus

### 19 augustus
- Mark Donohue (38), Amerikaans autocoureur

### 20 augustus
- Conrad Valentin Posthumus (68), Nederlands zeevaarder
- Karl Schwanzer (57), Oostenrijks architect

### 21 augustus
- Manuel Seoane (73), Argentijns voetballer

### 23 augustus
- Sidney Buchman (73), Amerikaans scenarioschrijver en filmproducent
- Robert Friedrich Wilhelm Mertens (80), Duits bioloog
- Herman Tillemans (73), Nederlands bisschop

### 27 augustus
- Haile Selassie (83), keizer van Ethiopië

### 28 augustus
- Fritz Wotruba (68), Oostenrijks beeldhouwer

### 29 augustus
- Frederik August Mehrtens (53), Nederlands componist
- Éamon de Valera (92), president van Ierland

### 30 augustus
- Roberto Cortés (70), Chileens voetballer

## September

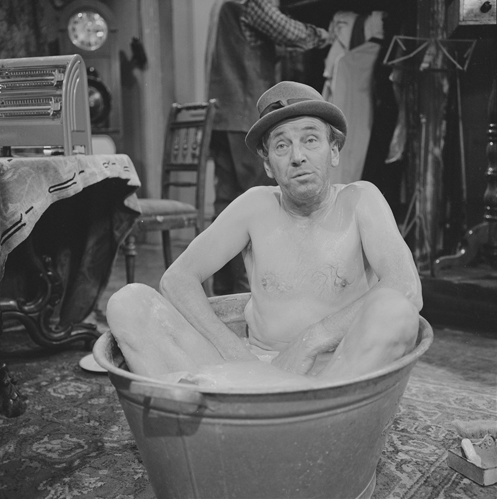
Rien van Nunen
6 september

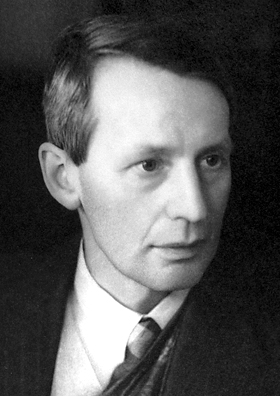
George Paget Thomson
10 september

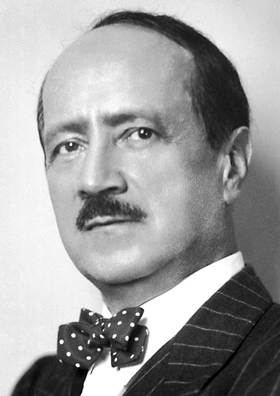
Saint-John Perse
20 september

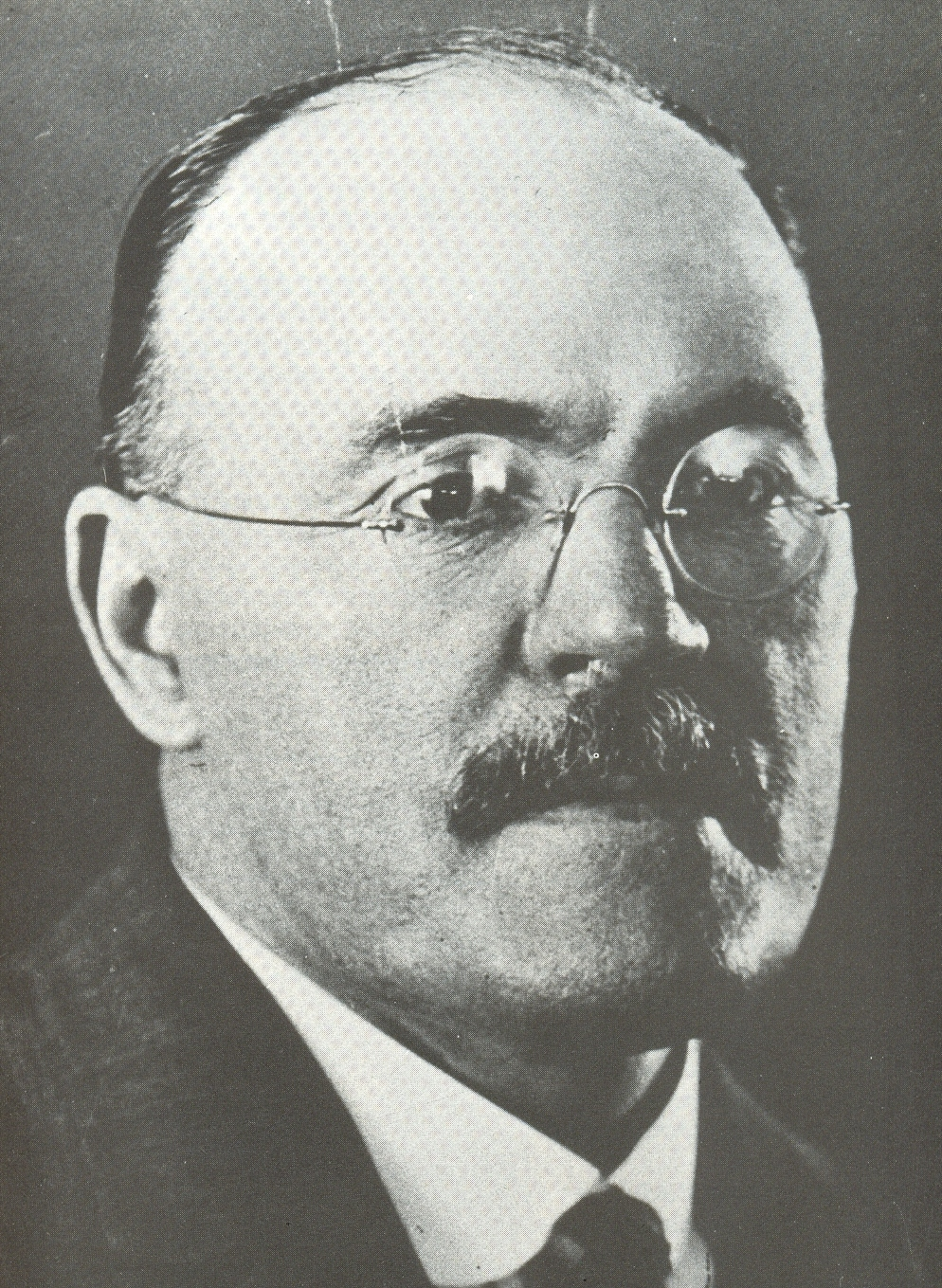
Jack Lang
27 september

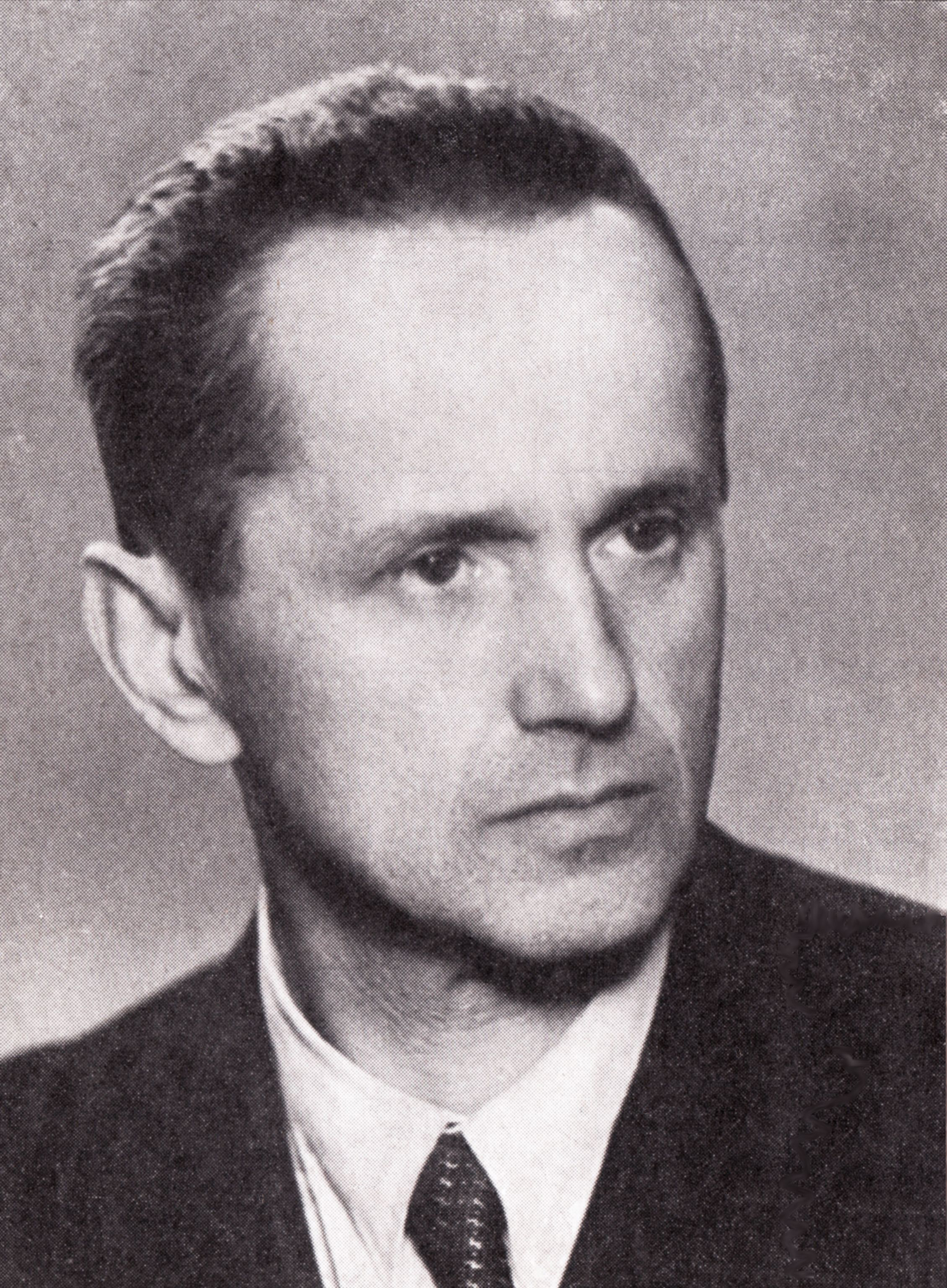
Kazimierz Moczarski
27 september

| 1 | 2 | 3 | 4 | 5 | 6 | 7 | 8 | 9 | 10 | 11 | 12 | 13 | 14 | 15 | 16 | 17 | 18 | 19 | 20 | 21 | 22 | 23 | 24 | 25 | 26 | 27 | 28 | 29 | 30 |
| - | - | - | - | - | - | - | - | - | -- | -- | -- | -- | -- | -- | -- | -- | -- | -- | -- | -- | -- | -- | -- | -- | -- | -- | -- | -- | -- |

### 3 september
- Marshall Kay (70), Canadees/Amerikaans geoloog
- Abraham Puls (73), Nederlands collaborateur

### 4 september
- Georges Van Eeckhoutte (64), Belgisch volksfiguur

### 5 september
- Cornelis Benjamin Biezeno (87),  Nederlands werktuigbouwkundige

### 6 september
- Rien van Nunen (62), Nederlands acteur
- Adolf Werner (88), Duits voetballer

### 10 september
- Johannes van Loon (87), Nederlands jurist
- Hans Swarowsky (75), Oostenrijks dirigent
- George Paget Thomson (83), Engels natuurkundige

### 11 september
- Frans Houben (67), Belgisch politicus

### 15 september
- Leon Abbey (75), Amerikaans jazzmusicus en bandleider
- Franco Bordoni (62), Italiaans piloot en autocoureur
- Antonia Lambotte-Pauli (89), Belgisch politicus
- Pavel Soechoj (80), Sovjet-Russisch vliegtuigontwerper

### 16 september
- Johannes van der Corput (85), Nederlands wiskundige
- Henricus Carolus Augustus Maria Schölvinck (73), Nederlands burgemeester

### 19 september
- Michel Buyck (63), Belgisch wielrenner

### 20 september
- Saint-John Perse (88), Frans schrijver

### 23 september
- Constant Stotijn (62), Nederlands hoboïst, cellist en paukenist
- René Thomas (89), Frans autocoureur

### 24 september
- Clovis Trouille (85), Frans kunstschilder

### 25 september
- Henry Kenny (62), Iers politicus
- Johanna Leeuwenburg-Hordijk (108), oudste persoon in Nederland
- Heinz Müller (51), Duits wielrenner

### 27 september
- Maurice Feltin (92), Frans kardinaal
- Jack Lang (98), Australisch politicus
- Kazimierz Moczarski (68), Pools schrijver en verzetsstrijder

### 28 september
- William Platt (90), Brits militair
- Sytse Ulbe Zuidema (69), Nederlands filosoof

## Oktober

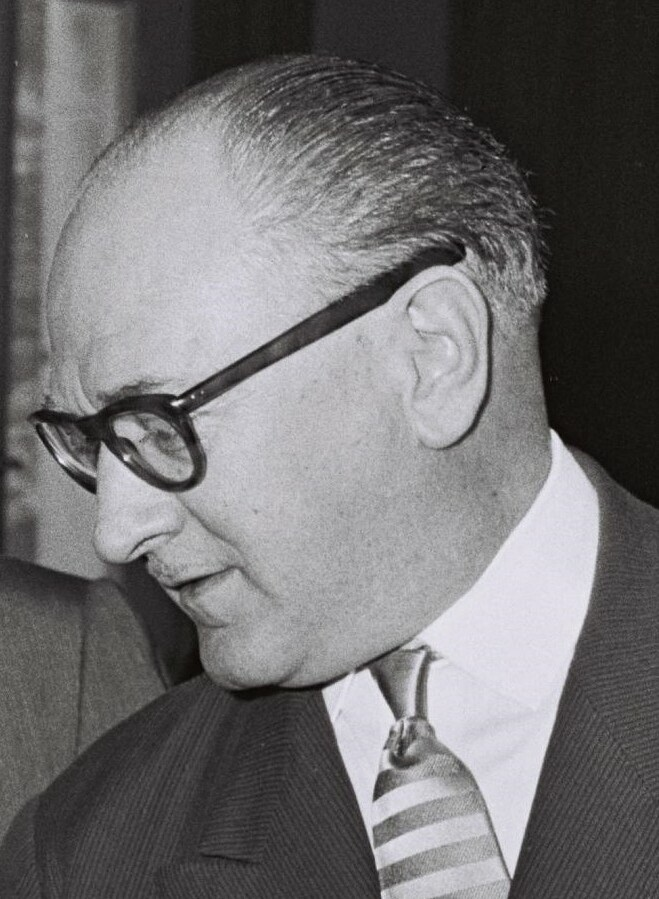
Guy Mollet
3 oktober

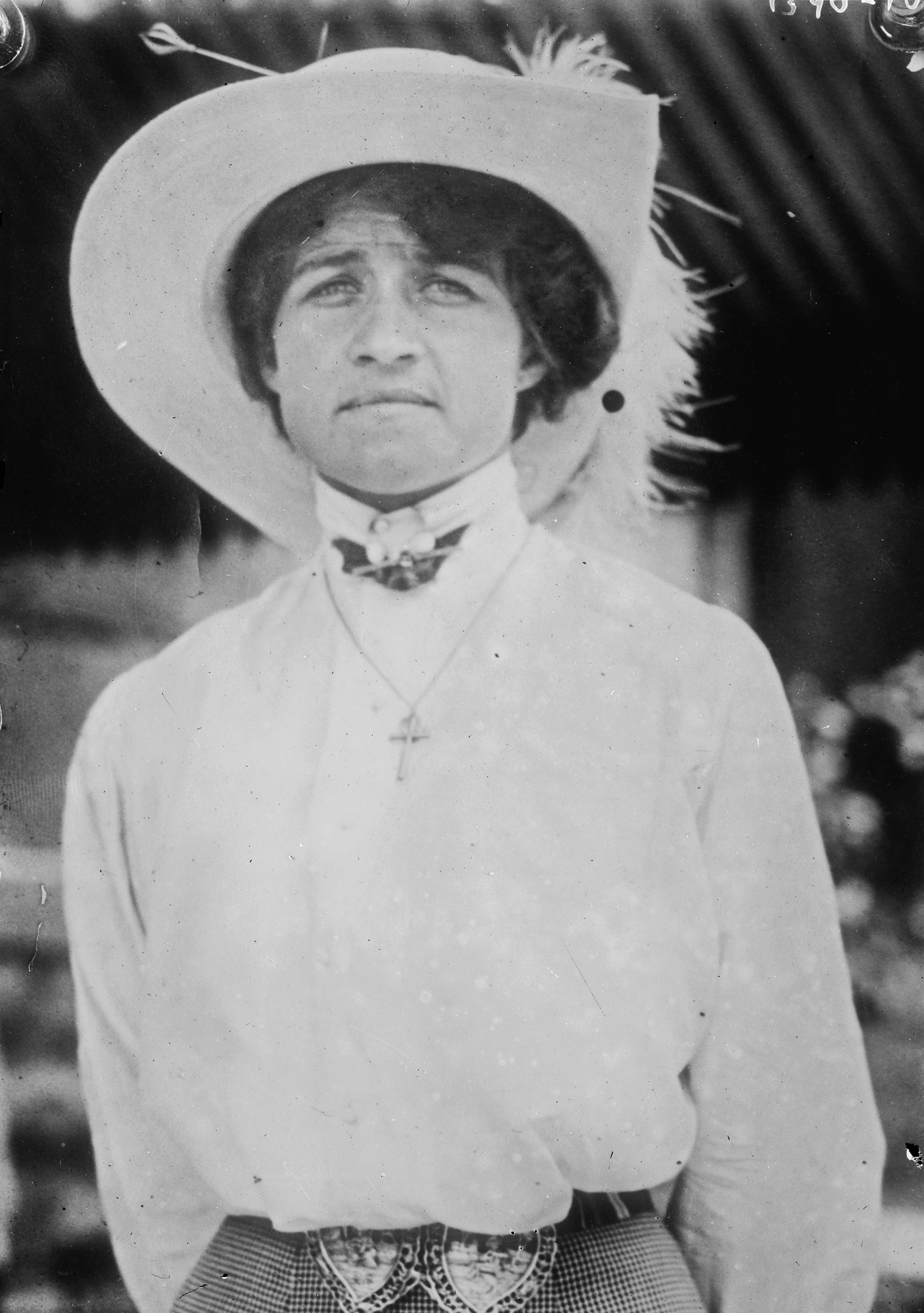
May Sutton
4 oktober

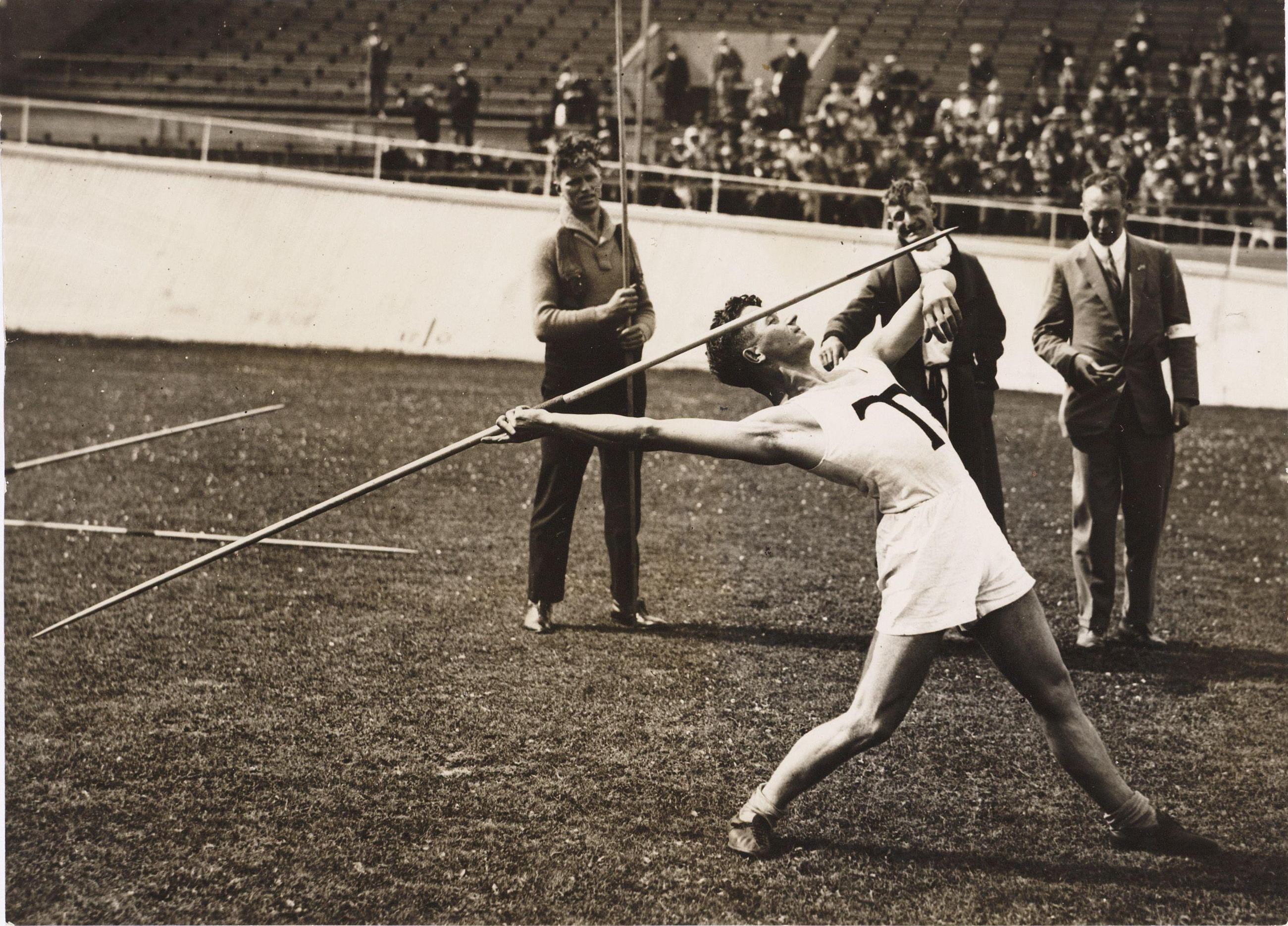
Jaap Knol
8 oktober

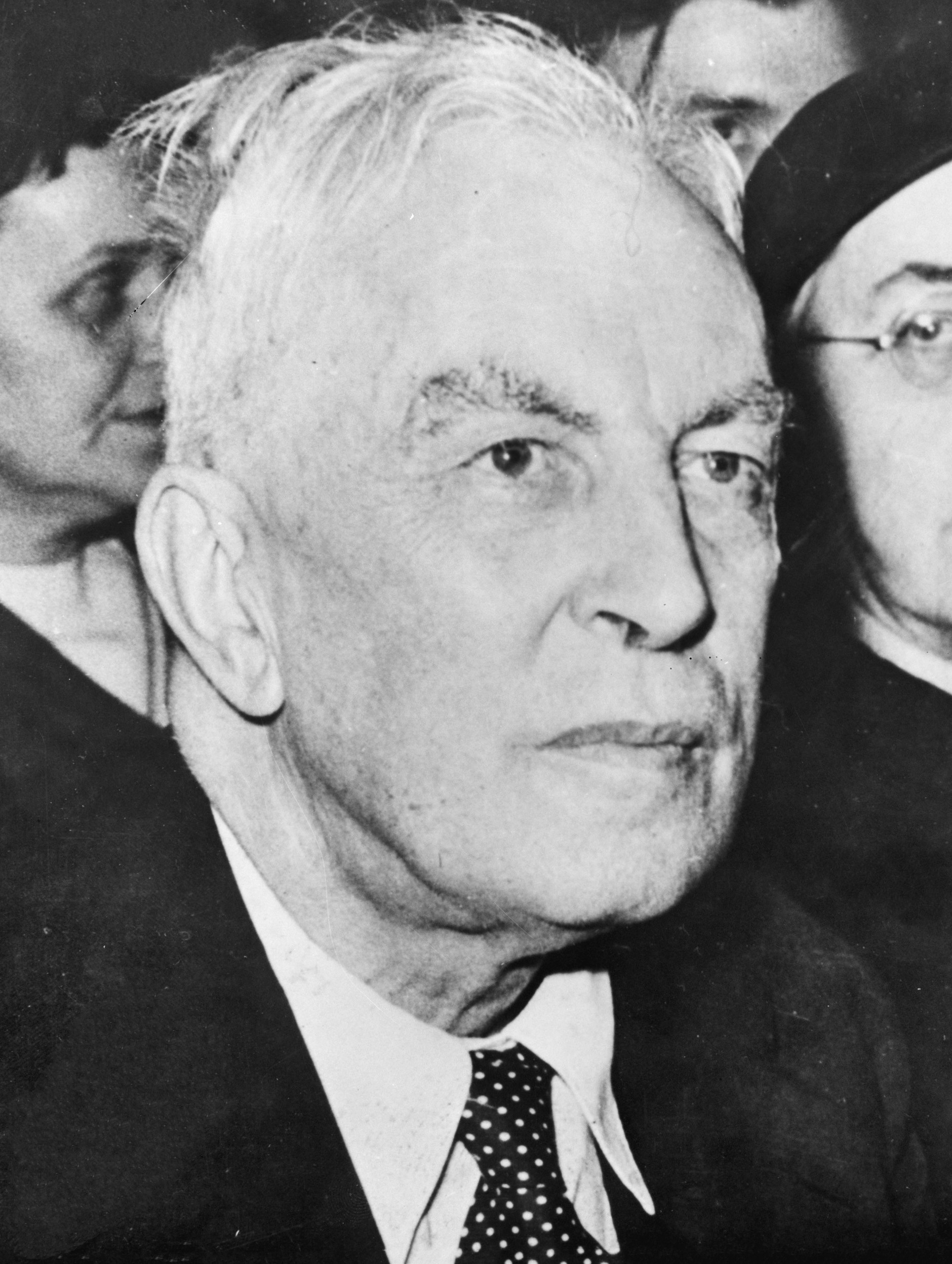
Arnold J. Toynbee
22 oktober

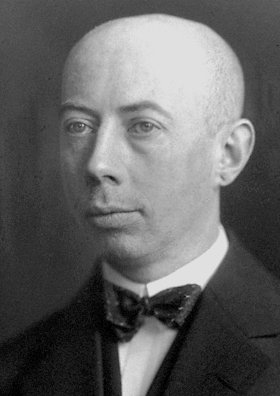
Gustav Ludwig Hertz
30 oktober

| 1 | 2 | 3 | 4 | 5 | 6 | 7 | 8 | 9 | 10 | 11 | 12 | 13 | 14 | 15 | 16 | 17 | 18 | 19 | 20 | 21 | 22 | 23 | 24 | 25 | 26 | 27 | 28 | 29 | 30 | 31 |
| - | - | - | - | - | - | - | - | - | -- | -- | -- | -- | -- | -- | -- | -- | -- | -- | -- | -- | -- | -- | -- | -- | -- | -- | -- | -- | -- | -- |

### 1 oktober
- Nelly van Doesburg (76), Nederlands pianiste, danseres en kunstenares

### 2 oktober
- Paul T. Lester (55), Amerikaans militair
- Anton van der Valk (91), Nederlands cartoonist en kunstschilder

### 3 oktober
- Charles Lacquehay (77), Frans wielrenner
- Guy Mollet (69), Frans politicus

### 4 oktober
- May Sutton (89), Amerikaans tennisspeelster

### 5 oktober
- Joan Gelderman (97), Nederlands ondernemer en politicus

### 6 oktober
- Henry Calvin (57), Amerikaans acteur

### 8 oktober
- Jaap Knol (78), Nederlands atleet en voetballer

### 10 oktober
- Karel de Wijkerslooth de Weerdesteijn (74), Nederlands burgemeester

### 15 oktober
- Roy Choudhury (76), Indiaas beeldhouwer
- Erik Kugelberg (84), Zweeds atleet

### 16 oktober
- Maurice Quaghebeur (64), Belgisch politicus

### 18 oktober
- Aleksandar Obbov (88), Bulgaars politicus

### 21 oktober
- Willem Demets (81), Belgisch burgemeester

### 22 oktober
- Henri Govard (53), Belgisch voetballer
- Arnold Joseph Toynbee (86), Brits historicus

### 23 oktober
- Jacob Hendrik de Brauw (70), Nederlands jurist

### 26 oktober
- Elbridge Bryant (36), Amerikaans soulzanger
- Emiel Van Cauter (43), Belgisch wielrenner

### 28 oktober
- Hans Uhlmann (74), Duits beeldhouwer

### 29 oktober
- Gijsbert Johan ter Kuile (69), Nederlands archivaris
- Karl Vötterle (72), Duits muziekuitgever

### 30 oktober
- Gustav Ludwig Hertz (88), Duits natuurkundige
- Andrés Mazali (73), Uruguayaans voetballer, atleet en basketballer

## November

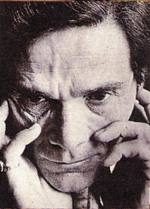
Pier Paolo Pasolini
2 november

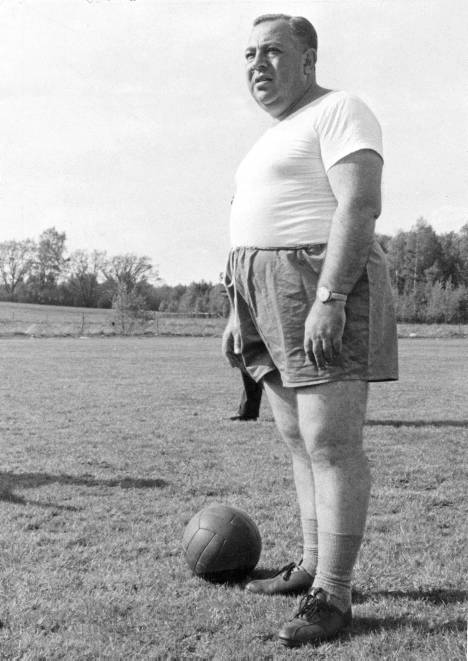
Vicente Feola
6 november

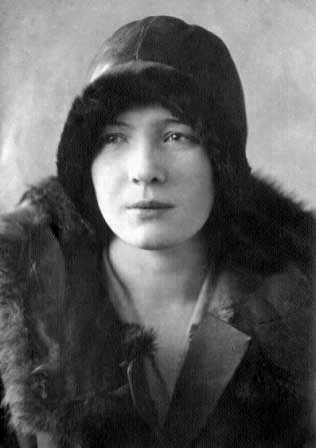
Olga Berggolts
13 november

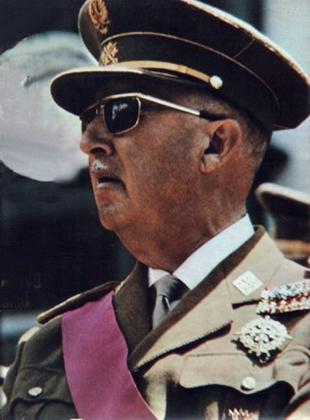
Francisco Franco
20 november

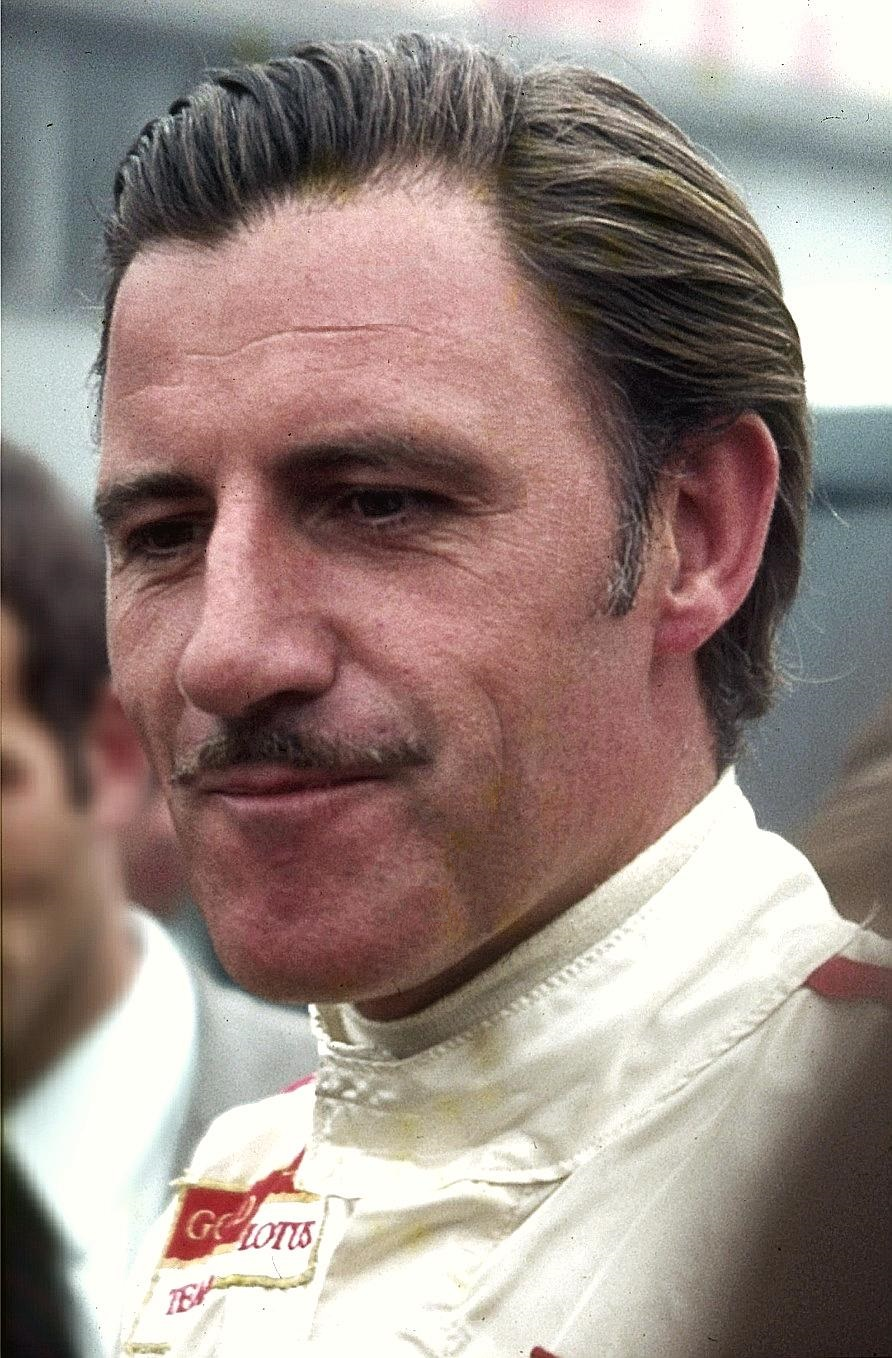
Graham Hill
29 november

| 1 | 2 | 3 | 4 | 5 | 6 | 7 | 8 | 9 | 10 | 11 | 12 | 13 | 14 | 15 | 16 | 17 | 18 | 19 | 20 | 21 | 22 | 23 | 24 | 25 | 26 | 27 | 28 | 29 | 30 |
| - | - | - | - | - | - | - | - | - | -- | -- | -- | -- | -- | -- | -- | -- | -- | -- | -- | -- | -- | -- | -- | -- | -- | -- | -- | -- | -- |

### 1 november
- Norbert Rosseau (67), Belgisch componist

### 2 november
- Pier Paolo Pasolini (53), Italiaans filmregisseur

### 4 november
- Tivadar Kanizsa (42), Hongaars waterpoloër
- Walter Stritt (83), Duits entomoloog
- Audrey Williams (52), Amerikaans countryzangeres en muziekondernemer

### 5 november
- Edward Lawrie Tatum (65), Amerikaans geneticus en Nobelprijswinnaar

### 6 november
- Vicente Feola (65), Braziliaans voetbaltrainer
- Ernst Hanfstaengl (88), Duits ondernemer en nazisympathisant
- Annette Kellerman (89), Australisch zwemster, actrice en schrijfster
- Willem Visser (71), Nederlands burgemeester

### 7 november
- Piero Dusio (76), Italiaans autocoureur
- John Carmel Heenan (66), Brits kardinaal

### 8 november
- Charles Kieffer (65), Amerikaans roeier

### 9 november
- Reinier Timman (58), Nederlands wiskundige

### 10 november
- Han van Dam (74), Nederlands kunstschilder
- William Kouwenhoven (89), Amerikaans elektrotechnicus en uitvinder
- Fernand Petit (97), Belgisch burgemeester

### 13 november
- Olga Berggolts (65), Russisch schrijfster en dichteres

### 14 november
- Max Ackermann (88), Duits kunstschilder en lithograaf

### 15 november
- Lieve Hugo (40), Surinaams zanger
- Christina Elizabeth Pothast-Gimberg (75), Nederlands schrijfster

### 16 november
- Abraham Warnaar (82), Nederlands burgemeester

### 17 november
- Michael Ayrton (54), Brits kunstenaar

### 19 november
- Gerrit Bolhuis (68), Nederlands beeldhouwer

### 20 november
- Francisco Franco (82), president van Spanje
- Jan Hoogcarspel (87), Nederlands politicus

### 21 november
- Gunnar Gunnarsson (86), IJslands schrijver

### 25 november
- Martti Parantainen (72), Fins componist
- Karl Peter Röhl (85), Duits kunstschilder, graficus en ontwerper

### 29 november
- Tony Brise (23), Brits autocoureur
- Graham Hill (46), Brits autocoureur
- Willem van Loon (84), Nederlands touwtrekker
- Piet Wernink (80), Nederlands zeiler

### 30 november
- Nan Platvoet (66), Nederlands grafisch ontwerper

## December

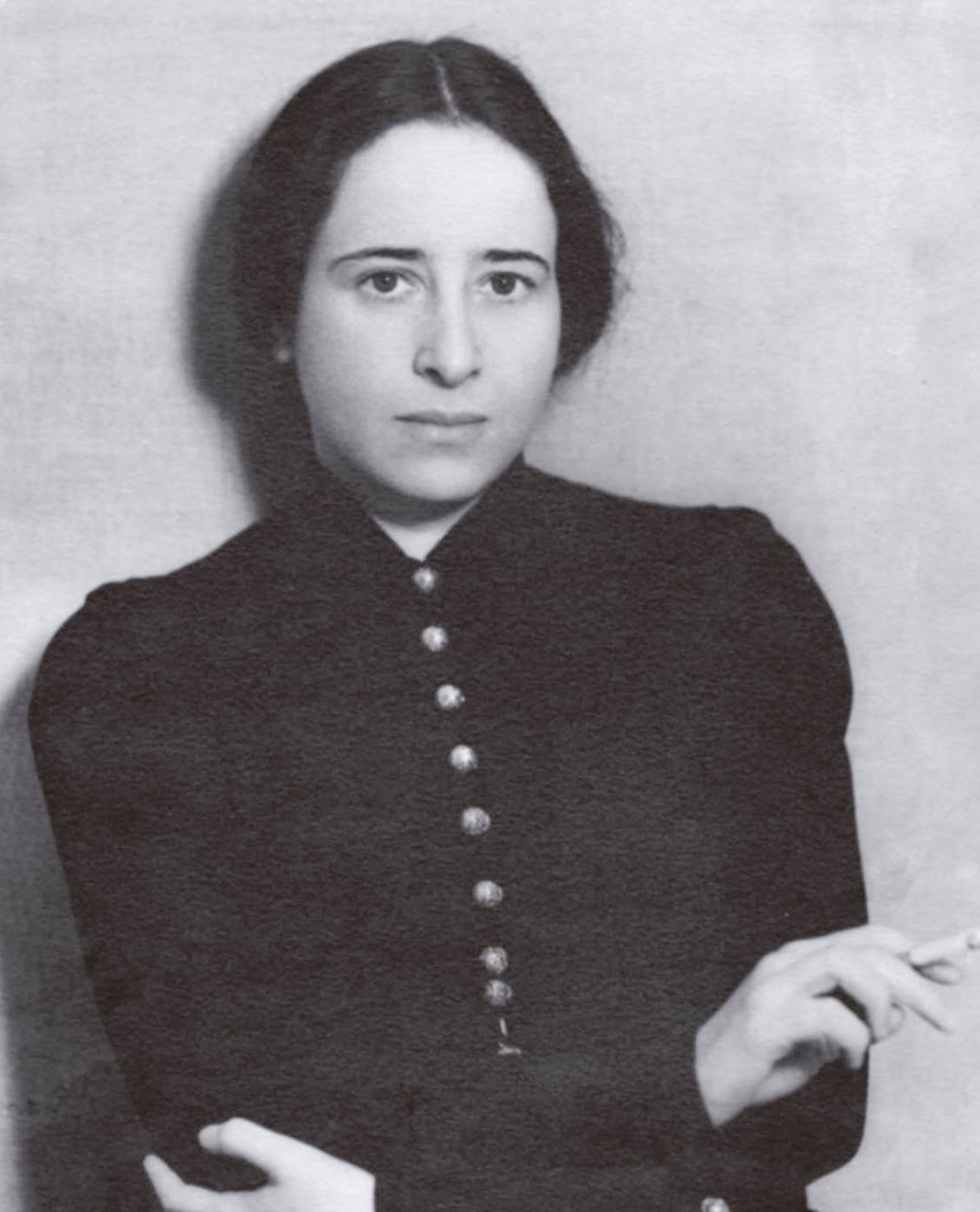
Hannah Arendt
4 december

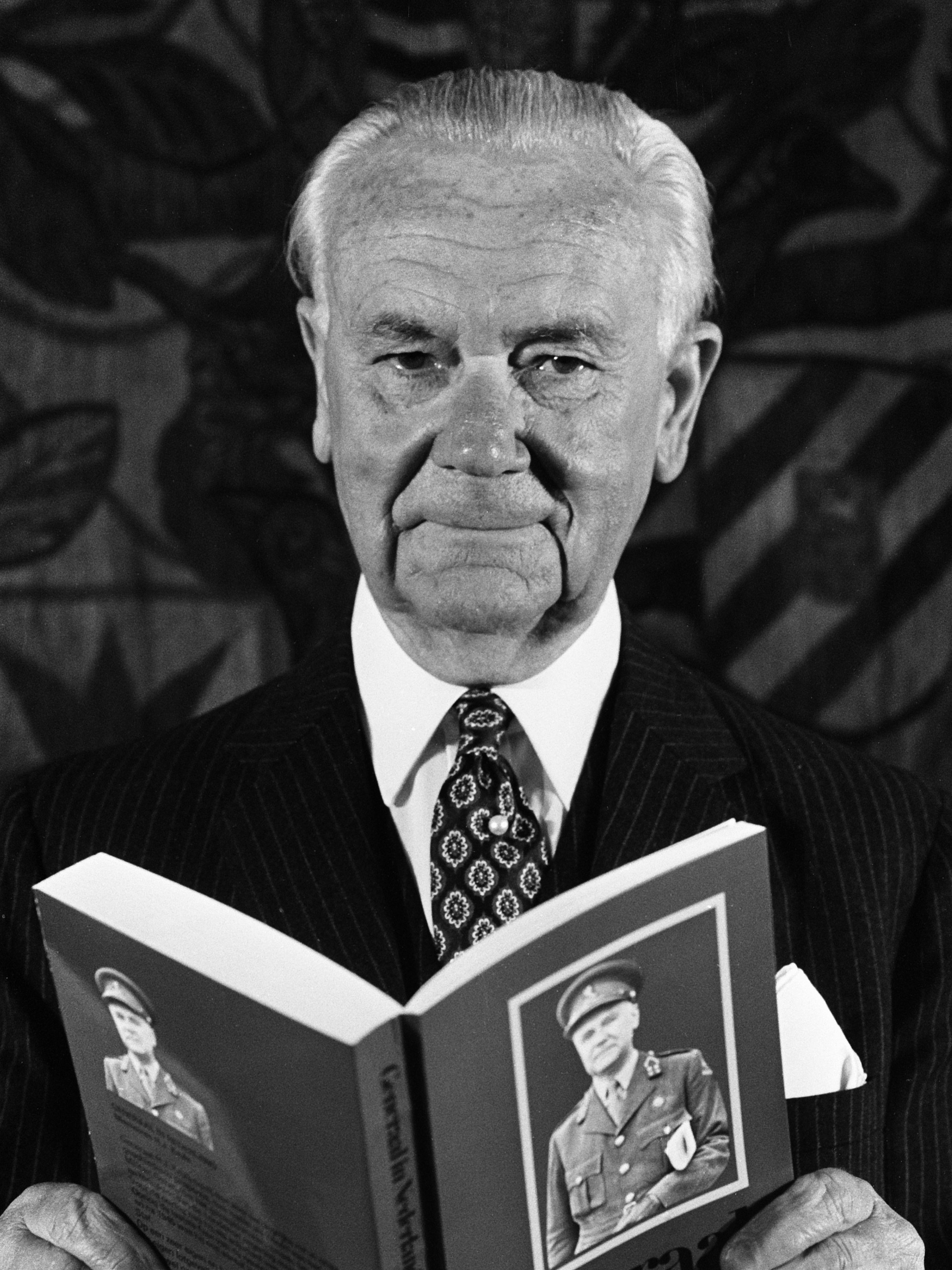
Hendrik Johan Kruls
13 december

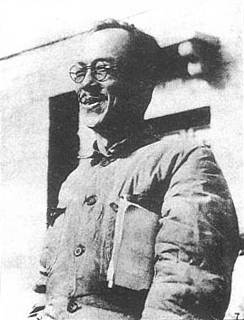
Kang Sheng
16 december

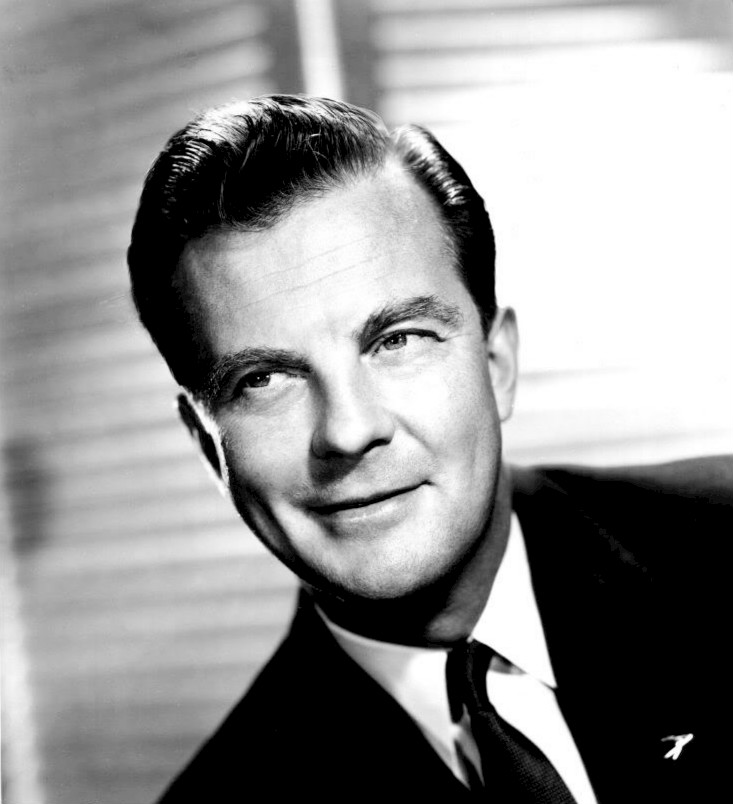
William Lundigan
20 december

| 1 | 2 | 3 | 4 | 5 | 6 | 7 | 8 | 9 | 10 | 11 | 12 | 13 | 14 | 15 | 16 | 17 | 18 | 19 | 20 | 21 | 22 | 23 | 24 | 25 | 26 | 27 | 28 | 29 | 30 | 31 |
| - | - | - | - | - | - | - | - | - | -- | -- | -- | -- | -- | -- | -- | -- | -- | -- | -- | -- | -- | -- | -- | -- | -- | -- | -- | -- | -- | -- |

### 4 december
- Hannah Arendt (69), Duits-Amerikaans filosofe

### 7 december
- Thornton Wilder (78), Amerikaans schrijver

### 8 december
- Plínio Salgado (80), Braziliaans politicus, schrijver en dichter

### 9 december
- William A. Wellman (79), Amerikaans filmregisseur

### 10 december
- Floyd G. Paxton (57), Amerikaans uitvinder

### 13 december
- Hendrik Johan Kruls (73), Nederlands militair leider

### 14 december
- Johannes Brockmann (87), West-Duits politicus

### 15 december
- Lex Aronson (40), Nederlands humanitair activist

### 16 december
- Luigi Platé (81), Italiaans autocoureur
- Kang Sheng (77), Chinees politicus

### 17 december
- Ferdinand Gonseth (85), Zwitsers filosoof en wiskundige
- Fess Williams (81), Amerikaans jazzmusicus

### 18 december
- Theodosius Dobzhansky (75), Oekraïens-Amerikaans bioloog
- George Fissler (69), Amerikaans zwemmer

### 20 december
- William Lundigan (61), Amerikaans acteur

### 24 december
- Bernard Herrmann (64), Amerikaans filmcomponist
- Tilly Losch (72), Oostenrijk danseres, kunstschilderes en actrice
- Jan Teunissen (77), Nederlands filmregisseur

### 28 december
- Georges Vandenbroele (75), Belgisch atleet

### 29 december
- Claude Carron de la Carrière (61), Belgisch burgemeester

### 30 december
- Elene Achvlediani (77), Georgisch kunstschilderes

### 31 december
- Donal R. Michalsky (47), Amerikaans componist
- Hermann Paul Müller (66), Duits auto- en motorcoureur

## Datum onbekend
- Anna Mae Aquash (30), Amerikaans indianenactivist (overleden in december)

1900 ·
1901 ·
1902 ·
1903 ·
1904 ·
1905 ·
1906 ·
1907 ·
1908 ·
1909 ·
1910 ·
1911 ·
1912 ·
1913 ·
1914 ·
1915 ·
1916 ·
1917 ·
1918 ·
1919 ·
1920 ·
1921 ·
1922 ·
1923 ·
1924 ·
1925 ·
1926 ·
1927 ·
1928 ·
1929 ·
1930 ·
1931 ·
1932 ·
1933 ·
1934 ·
1935 ·
1936 ·
1937 ·
1938 ·
1939 ·
1940 ·
1941 ·
1942 ·
1943 ·
1944 ·
1945 ·
1946 ·
1947 ·
1948 ·
1949 ·
1950 ·
1951 ·
1952 ·
1953 ·
1954 ·
1955 ·
1956 ·
1957 ·
1958 ·
1959 ·
1960 ·
1961 ·
1962 ·
1963 ·
1964 ·
1965 ·
1966 ·
1967 ·
1968 ·
1969 ·
1970 ·
1971 ·
1972 ·
1973 ·
1974 ·
1975 ·
1976 ·
1977 ·
1978 ·
1979 ·
1980 ·
1981 ·
1982 ·
1983 ·
1984 ·
1985 ·
1986 ·
1987 ·
1988 ·
1989 ·
1990 ·
1991 ·
1992 ·
1993 ·
1994 ·
1995 ·
1996 ·
1997 ·
1998 ·
1999 ·
2000 ·
2001 ·
2002 ·
2003 ·
2004 ·
2005 ·
2006 ·
2007 ·
2008 ·
2009 ·
2010 ·
2011 ·
2012 ·
2013 ·
2014 ·
2015 ·
2016 ·
2017 ·
2018 ·
2019 ·
2020 ·
2021 ·
2022 ·
2023 ·
2024 ·
2025